# Poetry-Slam

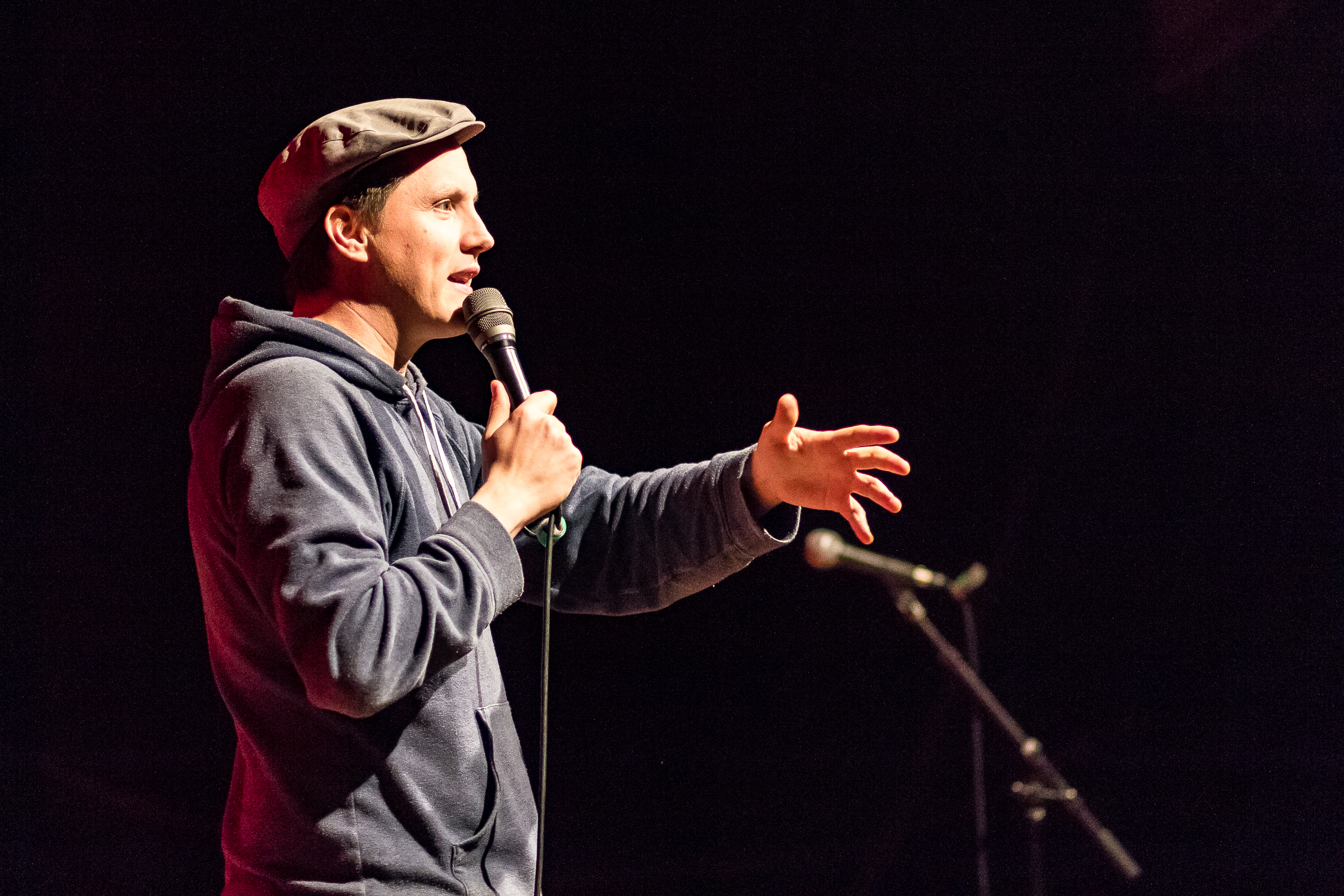
Sebastian Rabsahl, deutschsprachiger Meister 2008, bei einem Poetry Slam in Kiel 2016

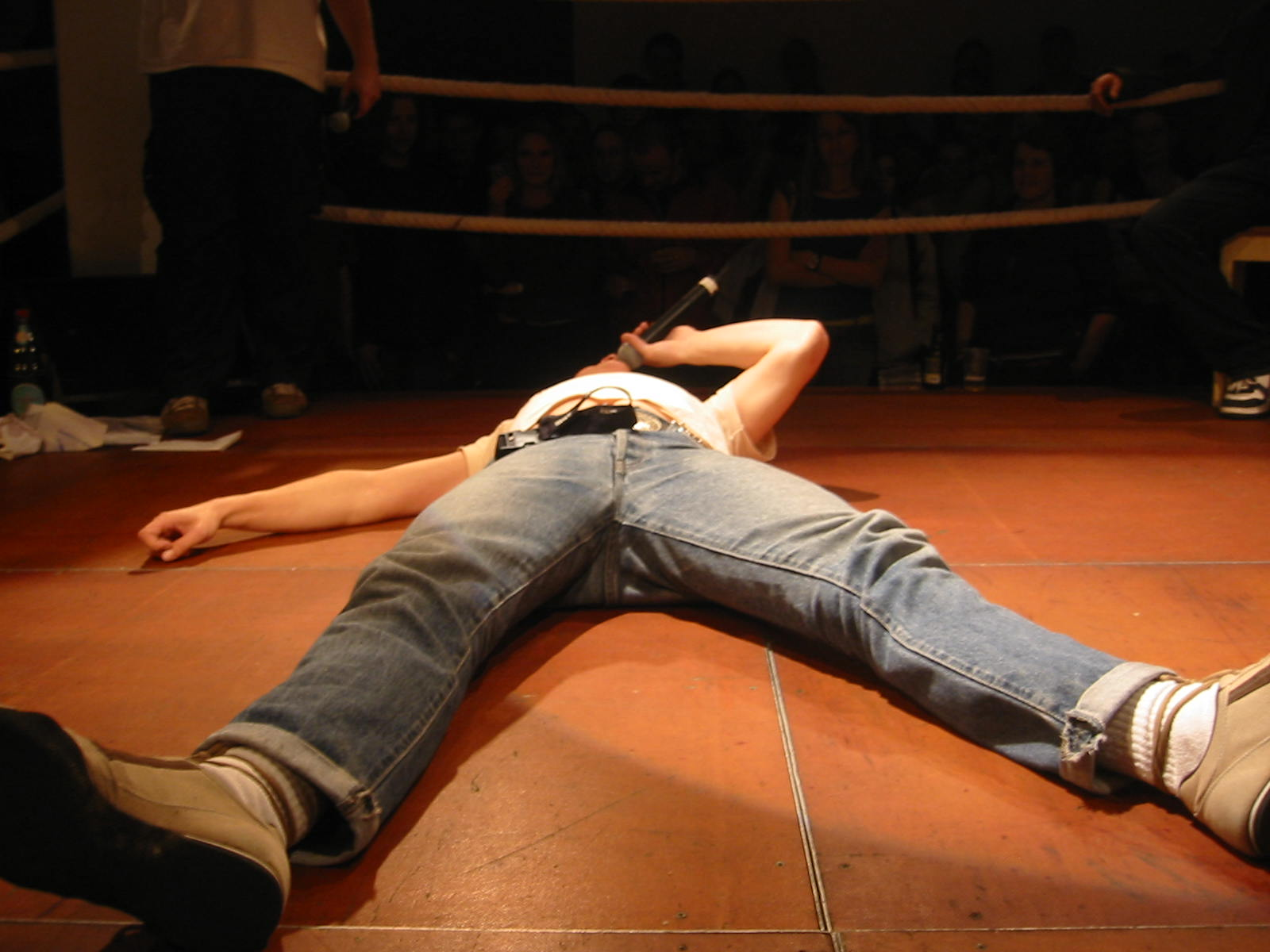
Lasse Samström beim Box-Slam, St. Gallen, 2005

Ein Poetry-Slam (alternative Schreibweise: Poetryslam; häufig, aber nicht der amtlichen Regelung entsprechend: Poetry Slam) ist ein literarischer Wettbewerb, bei dem selbstverfasste Texte innerhalb einer bestimmten Zeit vorgetragen werden. Die Zuhörer küren anschließend den Sieger. Die Darbietung wird häufig durch performative Elemente und die bewusste Selbstinszenierung der Vortragenden ergänzt. Der Begriff Poetry-Slam wird englisch ausgesprochen; sinngemäß lässt er sich mit „Dichterschlacht“ oder „Dichterwettstreit“ übersetzen. Die Veranstaltungsform entstand 1986 in Chicago und verbreitete sich in den 1990er Jahren weltweit. Die deutschsprachige Poetry-Slam-Szene gilt als eine der größten der Welt.
2016 wurden die deutschsprachigen Poetry-Slams in das Bundesweite Verzeichnis des immateriellen Kulturerbes der UNESCO aufgenommen.

## Bezeichnungen

### Die BezeichnungPoetry-Slam
Poetry-Slam setzt sich aus den englischen Substantiven poetry („Dichtung“) und slam zusammen. Das Verb to slam bedeutet „zuschlagen, zuknallen; jemanden schlagen“. Im Sport bezeichnet slam auch einen Volltreffer (Slam Dunk) oder ein wichtiges Turnier (Grand Slam). In der US-amerikanischen Umgangssprache steht to slam auch für „jemanden niedermachen, herunterputzen, vernichtend schlagen“. Im Wörterbuch Black American English fand sich unter dem Stichwort „slam“ erstmals 1994 die Erklärung „competitive performance“. Marc Kelly Smith, Veranstalter des ersten Poetry-Slams und selbsternannter „Slampapi“, will die Bezeichnung Poetry Slam spontan erfunden haben: Ein Journalist soll ihn am Telefon gefragt haben, wie seine neue Veranstaltung heiße, während Smith gerade ein Baseball-Spiel im Fernsehen ansah. Inspiriert durch das Spiel, antwortete er: „Poetry Slam“.

### Poetry-Slam,SlamundSlam-Poetry
Von einigen Aktivisten der Poetry-Slam-Szene wurde unterschieden zwischen den Begriffen Poetry-Slam als literarischem Veranstaltungsformat, Slam als einer literarischen Bewegung und Slam-Poetry als live vorgetragener Literatur. Inzwischen ist der Begriff Slam fast nur noch als Abkürzung für Poetry-Slam geläufig, so spricht man von Slam-Szene, Slam-Zuschauern, Slam-Finale etc. Gelegentlich wird der Begriff Slam auch fälschlich im Sinne eines Textes verwendet, der auf einem Poetry-Slam vorgetragen wird. Thomas Spitzer schreibt dazu: „Allein die Formulierung Schreibt doch mal einen Slam drüber ist falsch. Ein Slam ist die Veranstaltung. Es heißt Text, gottverdammt, oder von mir aus auch Slam-Text.“

## Die Veranstaltung

### Wettbewerb
Im Gegensatz zu einem Offenen Mikro, einer Offenen Bühne oder einer traditionellen Lesung stehen die einzelnen Teilnehmer eines Poetry-Slams untereinander im Wettbewerb. Dieser Aspekt dient vor allem dazu, das Publikum zum Mitfiebern und genauen Zuhören einzuladen, da die Zuschauer am Ende der Veranstaltung den Sieger küren. Der Wettbewerb soll dem Dichter (auch: Slammer, Slampoet oder Poetry-Slammer) aber auch Feedback geben und als Ansporn für die Arbeit an Texten und Performance dienen. Marc Kelly Smith beschreibt das Format mit den Worten:

“Poetry slam is the competitive art of performance poetry. Established in the mid-80s as a means to heighten public interest in poetry readings, slam has evolved into an international art form emphasizing audience involvement and poetic excellence.”

„Poetry Slam ist ein Wettstreit der Bühnendichter, der Mitte der achtziger Jahre erfunden wurde, um das Interesse an Lesungen wiederzubeleben. Inzwischen hat sich Poetry Slam international als Kunstform durchgesetzt, die für ihre Interaktion mit dem Publikum und künstlerische Spitzenleistungen bekannt ist.“

Es gibt zwei Verfahren der Teilnehmerauswahl: Bei einer Offenen Liste darf jeder lesen, der sich vor Beginn der Veranstaltung in eine entsprechende Liste eingetragen oder zuvor beim Veranstalter angemeldet hat. Die Reihenfolge des Auftritts wird ausgelost. Beim Challenging System wird ein Teil der Slammer vom Veranstalter eingeladen (Featured Poets), die anderen Plätze werden über die Offene Liste vergeben. Ein Featured Poet kann auch vor dem eigentlichen Wettbewerb außer Konkurrenz und ohne Zeitlimit auftreten. Poeten, die vor dem eigentlichen Wettbewerb auftreten, um die Jury gewissermaßen zu kalibrieren, werden als Opferlamm (englisch sacrifice) bezeichnet. Der Wettbewerbscharakter soll die Veranstaltung aber nicht dominieren, so das inoffizielle Slam-Motto von Allan Wolf. Im Gegensatz dazu steht beispielsweise das Motto des New Yorker Slampoeten Taylor Mali.

„The point is not the points, the point is the poetry.“

„The points are not the point; the point is to get more points than anyone else.“

„Der springende Punkt sind nicht die Punkte, sondern die Poesie.“

„Es geht nicht um die Punkte, sondern darum, mehr Punkte als alle anderen zu bekommen.“

### Regeln

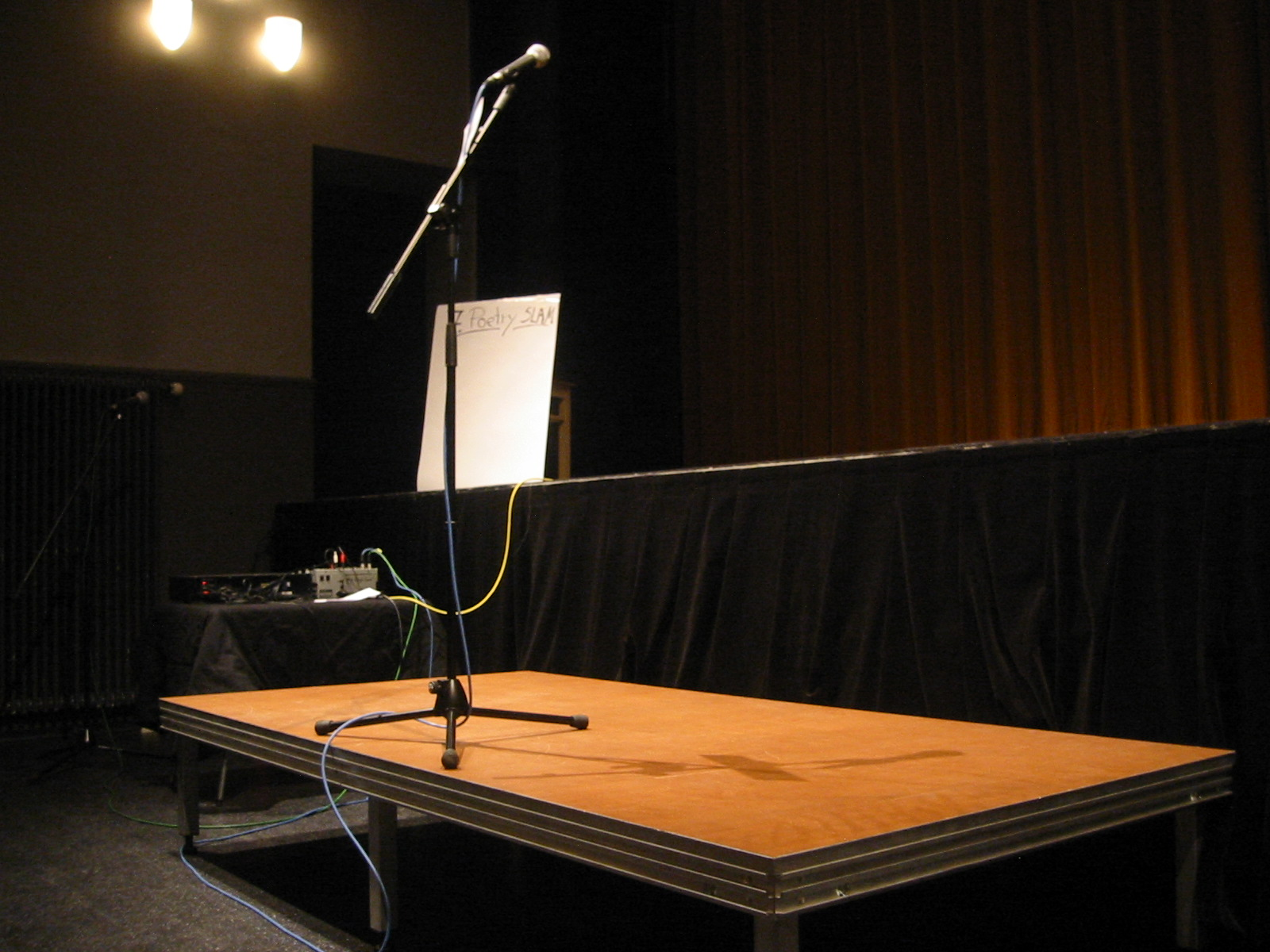
Slambühne in Weingarten/Ravensburg, 2006

Teilnehmer bei Poetry Slams müssen folgende Regeln einhalten, die ebenfalls auf Marc Smith zurückgehen:

“The poems must be of each poet’s own construction, the poet may not use props, costumes, or musical instruments, and if the poet goes over the time limit […], points are deducted from his or her score.”

„Die Texte müssen selbstgeschrieben sein, der Dichter darf keine Requisiten, Kostüme oder Musikinstrumente verwenden, und wenn der Poet das Zeitlimit überschreitet […] werden Punkte von seinem Stand abgezogen.“

Dabei sind alle literarischen Formen und Genres – beispielsweise Lyrik, Kurzprosa, Rap oder Comedy-Beiträge – erlaubt. In Deutschland variiert das Zeitlimit von Veranstaltung zu Veranstaltung, meistens beträgt es fünf bis sechs Minuten, bei einer Überschreitung kann dem Dichter das Mikrofon entzogen werden.

### Bewertung

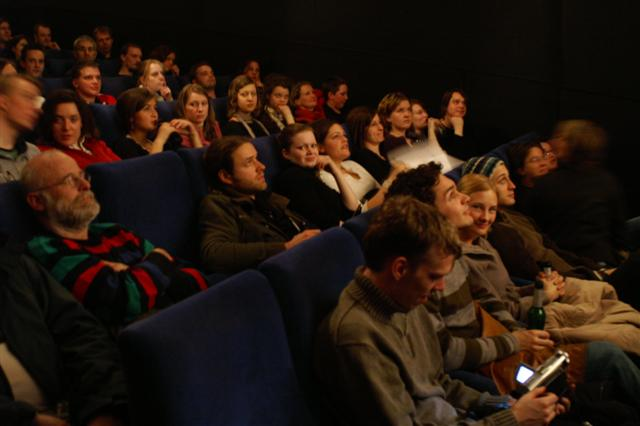
Slam-Publikum in Hamburg, 2006

Die Vorträge werden bei einem Poetry Slam vom Publikum direkt oder einer Jury aus dem Publikum bewertet. In den USA vergibt meistens eine fünfköpfige Jury aus dem Publikum Noten von 1 bis 10. Der amerikanische Literaturveranstalter Bob Holman erläutert plastisch:

“[A] zero – a poem that should have never been written – and a ten – a poem that causes a mutual, simultaneous orgasm throughout the audience.”

„Eine Null für ein Gedicht, das nie hätte geschrieben werden dürfen, eine Zehn für ein Gedicht, das einen kollektiven Orgasmus im Publikum auslöst.“

In den USA werden die höchste und die niedrigste Note nach der Wertung gestrichen (Streichwertung), um die Auswirkungen parteiischer Bewertung zu vermindern. Die Juroren werden angehalten, sowohl auf den Inhalt als auch die Art des Vortrags zu achten. Die Moderatoren (Slam-Master) können die Jurymitglieder auffordern, ihre Bewertungen zu begründen. Die Juryabstimmung mit Streichwertung ist neben der Publikumsabstimmung die gängstige Bewertungspraxis in der deutschsprachigen Szene.

#### Publikumsabstimmung
Während die Juryabstimmung konventionelle Wettbewerbsjurys parodiert, soll der Gewinner bei einer Publikumsabstimmung, wie sie im deutschsprachigen Raum teilweise durchgeführt wird, gewissermaßen demokratisch legitimiert werden. Deshalb haben sich alternative Bewertungssysteme entwickelt, an denen das gesamte Publikum beteiligt wird: Die Zuschauer geben ihre Bewertung mittels Lautstärke und/oder Ausdauer des Applauses oder in Form von Stimmzetteln ab. Je nach Einfallsreichtum der Veranstalter können andere Mittel zur Siegerfindung eingesetzt werden: So werden Rosen in die Höhe gehalten, Dichtungsringe über Besenstiele geschoben, Pfennige in beschriftete Gläser geworfen oder Wäscheklammern am Körper des favorisierten Poeten befestigt. Dass das Publikum nicht frei von Vorannahmen abstimmt, beklagt US-Slammer Joe Pettus:

“The average audience member at a slam attempts to judge a poem’s artistic worth not on literary or grammatical qualities, but rather in comparison to the general popular culture around them. Armed only with the experience of what they as individual people are entertained by in other parts of their lives, they apply the same standards to judging performance poetry.”

„Der durchschnittliche Slam-Zuhörer bewertet den künstlerischen Wert eines Gedichts nicht aufgrund literarischer Qualität, sondern im Vergleich zur allgemeinen Populärkultur, die ihn umgibt. Nur mit dem Wissen ausgestattet, welche Dinge sie persönlich in anderen Bereichen ihres Lebens unterhaltsam finden, wenden die Zuhörer die gleichen Standards an, um die Bühnendichter zu bewerten.“

#### Siegesprämie
Nur noch bei wenigen Slams im deutschsprachigen Raum sind Geldpreise zu gewinnen. Die Siegesprämien sind meist symbolische Sachpreise wie CDs, Bücher, T-Shirts oder Alkohol. Der Gewinn eines lokalen Wettbewerbs kann sich zudem zur Teilnahme an überregionalen Slams oder Landesmeisterschaften qualifizieren.

## Protagonisten

### Slam-Poet
Die Teilnehmer eines Poetry-Slams werden als Poetry-Slammer (alternative Schreibweisen: Poetryslammer, Poetry Slammer), Slam-Poeten oder synonym als Bühnendichter bzw. Bühnenpoeten bezeichnet.

### Veranstalter
Als Slam Master (alternative Schreibweisen: Slammaster, Slam-Master) werden die Veranstalter eines regelmäßig stattfindenden Poetry-Slams bezeichnet: Sie treten als Moderatoren auf und erfüllen in der Szene (Slamily) wichtige Funktionen als Netzwerker, Talentsucher und Berater, sie sind „Autoren, Verleger, Journalisten, PR-Strategen und Veranstalter in einer Person“. Die Slam Master richten die jährlichen deutschsprachigen Poetry-Slam-Meisterschaften aus und treffen sich im Rahmen der Veranstaltung zu einem Slam Masters' Meeting. Viele Veranstalter sind selbst als Bühnendichter und/oder Schriftsteller aktiv.

### Slam-Teams
Während es bei regulären Poetry-Slams üblich ist, dass Slammer ihre Texte allein vortragen, hat sich vor allem bei Wettbewerben die Teilnahme von sogenannten Slam-Teams etabliert, die einen oder mehrere Texte in einer einstudierten Choreographie präsentieren.

## Besonderheiten von Poetry-Slam-Veranstaltungen

### Performance-Charakter der Darbietungen
Ein Slam-Poet kann seine Texte nicht nur vom Blatt ablesen, sondern in Form einer Performance vortragen, bei der Stimme, Gestik und Mimik verwendet werden. So kann ein Bühnendichter den eigenen Beitrag beispielsweise schreien, flüstern oder keuchen, mit Arm- und Körperbewegungen oder schauspielerischen Einlagen begleiten. Auch rhythmisiertes und/oder auswendiges Vortragen sind häufig. Die dargebotenen Texte sind oft für den Bühnenvortrag konzipiert und erschließen sich in gedruckter Form nur unvollkommen. Häufig werden Anthologien, die Slam-Texte in Buchform versammeln, deshalb CDs oder DVDs beigelegt, wie bei einigen Publikationen des Verlags Voland & Quist.

### Interaktion zwischen Dichter und Publikum
Ein grundlegender Bestandteil der Veranstaltung ist die Interaktion zwischen Publikum, Slam-Poet und Moderator, nicht nur durch die (plebiszitäre) Juryfunktion der Zuschauer. Marc Smith forderte die ersten Slam-Zuhörer in Chicago auf, ihr Missfallen an einem Beitrag mit Fingerschnipsen oder Trampeln kundzugeben. Auch das Zwischenrufen (heckling) wird mit Slam in Verbindung gebracht – im deutschsprachigen Raum wenig ausgeprägt –, ebenso improvisierte Passagen, bei denen auf Kommentare aus dem Zuschauerraum eingegangen wird oder sie in den Text übernommen werden:

„Die Arbeit des Performance-Poeten auf der Bühne ist mitnichten ein Buhlen um die Publikumsgunst, vielmehr wird bei der Produktion und Rezeption von Slam-Poetry ein wechselseitig beeinflusster Lernprozess in Gang gesetzt.“

Allerdings wurde auch beobachtet, dass sich diese Interaktion bei wachsender Größe des Formats zu einer Massenveranstaltung in ihr Gegenteil verkehrte:

„Statt offener Debatten setzte sich der Frontalvortrag von der Bühne durch, der Spiel gestaltende Moderator wurde zum Nummernansager, über streitgesprächige Juroren und Zuschauer breitete sich ein Klangteppich aus Gejohle.“

## Rezeption und Kritik

### Charakterisierung als Event
Da die Veranstaltung Poetry-Slam die Merkmale eines Events aufweist – nach Peter Schulze Episodenhaftigkeit, Gemeinschaftlichkeit, ein Minimum an Beteiligung des Publikums und die Einzigartigkeit des Ereignisses – bezeichnet der Literaturwissenschaftler Stephan Porombka Slam als „Literatur-Event par excellence“. Poetry-Slam bedeutet für Porombka eine Trendwende im krisenhaften Literaturbetrieb, das Format ziehe ein Publikum an, „das man für den Konsum von Literatur längst verloren geglaubt hat“:

„Das Format Poetry Slam steht paradigmatisch für eine Entwicklung des Literaturbetriebs in Richtung Popularisierung und Eventisierung. Damit einher geht ein Funktionswandel der Literatur für die Gesellschaft, wie sich an der Slam Poetry ablesen lässt.“

Der Poetry-Slam wurde in wissenschaftlicher Literatur als Beispiel für ein als hybrides Event eingeführtes Veranstaltungsformat genannt: eine Veranstaltung, die verschiedene (zuvor bestehende) Elemente (Dichterlesung, sportlicher Wettstreit) neu kombinierte. Im Laufe der Zeit hat sich das Format so weit als eigener Eventtyp etabliert, dass sein Hybridcharakter nicht mehr erkennbar ist.

### Vorwurf der Oberflächlichkeit und Kommerzialisierung

Slambühne in Hildesheim, 2006

Der Autor Boris Preckwitz (der selbst in der frühen Phase auf einigen Poetry-Slams auftrat) begründete die Ausbreitung des Slam im Jahr 1997 noch mit den Defiziten und Versäumnissen des Literaturbetriebs und der Verlagsökonomie am Ende des 20. Jahrhunderts. Später kritisierte er unter anderem die Ausrichtung von Veranstaltungen und Darbietungen auf ein möglichst großes Unterhaltungs-Publikum, wodurch die literarische und gesellschaftskritische Qualität verschwinde und damit der ursprüngliche Impuls der Slam-Szene vollständig verlorengehe:

„Gerade in Deutschland wurde der Slam zum Sprachrohr eines affirmativen gesellschaftlichen Milieus. […] Die Lesezeit von meist fünf Minuten, die den Auftretenden für ihre Performance eingeräumt wird, führt zu Darbietungen, die ein Publikumsverständnis im Sekundentakt anstreben: schnell zugängliche, massentaugliche Instant-Sprechtexte. […] Slam-Prosa stellt eine Einverständnis heischende Textform dar, deren Hauptmerkmal darin besteht, dass sie ihre Mehrheitsfähigkeit intoniert. […] Der Performer, der den Genuss seines Größenselbst sucht, existiert erst durch den bestätigenden Blick des anderen. […] Vielen für den Live-Vortrag verfassten Texte eignet eine Unterkomplexität, die dem ungeschulten Ohr nicht bewusst wird. […] Die seriellen Rap-Rhymes, wie auch die Refrains und Repetitionsverfahren des spoken Word nähern sich dem Prinzip der Werbung an, demzufolge eine Botschaft nur oft genug wiederholt werden muss, um anzukommen. […] Konnte sich der Slam anfangs noch als Ausdruck literarischer und sozialer Dissidenz ausgeben, so ist er längst zu einem Mittel schulischer Didaktik geworden.“

Schon vorher war die Veranstaltungsform in den Medien und Literaturwissenschaften oft auf eine vermeintlich oberflächliche, kulturindustriell geprägte Form des Spektakels reduziert worden:

„Poetry Slam passt hinsichtlich seiner Strukturen und Funktionen außergewöhnlich gut in den Alltag einer von den Massenmedien und ihren Sendeformaten beherrschte Welt, und sei es nur deswegen, weil die in Slam-Veranstaltungen vorausgesetzte Aufmerksamkeitsspanne auf die Konsumgewohnheiten des Publikums zugeschnitten ist.“

## Literarische Einordnung
Aufgrund der verschiedenen Einflüsse sind Poetry-Slams mit keinem einheitlichen literarischen Stil oder einer bestimmten Vortragsweise verbunden. Jeder Teilnehmer eines Poetry-Slams folgt der eigenen Poetik, inhaltliche oder formale Vorgaben gibt es nicht. Auf Slambühnen finden sich deshalb alle Formen moderner Literatur und Sprachkunst, von klassischer oder moderner Lyrik und Lautpoesie über Kabarett- und Comedy-Beiträge bis zu Kurzgeschichten (sogenanntes Storytelling). Dennoch wird eine besonders rhythmische, publikumsbezogene und performative Spielart der Lyrik, die sich im Umfeld der Poetry-Slam-Bühnen entwickelt hat, allgemein als Slam-Poetry bezeichnet. Sie ist beim Poetry-Slam aufgrund der Offenheit des Veranstaltungsformates aber nur eine Textgattung unter vielen anderen. So treffen auf der Slambühne mitunter ganz verschiedene Soziokulturen aufeinander, wie Peter Gruner polemisch formuliert:

„Alle waren sie da: der sensible Lyriker mit dem Schmachtblick hinter der John-Lennon-Brille, der polternde Heavy Punk mit einer Mordswut im Bauch, der Freestyle MC, der so schnell rappte, dass er mitunter seinen eigenen Gedanken nicht folgen konnte, der theatralische Esoteriker mit seinen Drogenvisionen und der versoffene, puren Unsinn faselnde Boheme.“

Petra Anders weist auf die Intertextualität von Slamtexten hin: Die Poeten, so ihre Argumentation, beeinflussten sich durch ihre Reisetätigkeit gegenseitig, so dass bestimmte Stilelemente und Themen auch in den Texten anderer Dichter auftauchten.

## Ursprung und Entwicklung

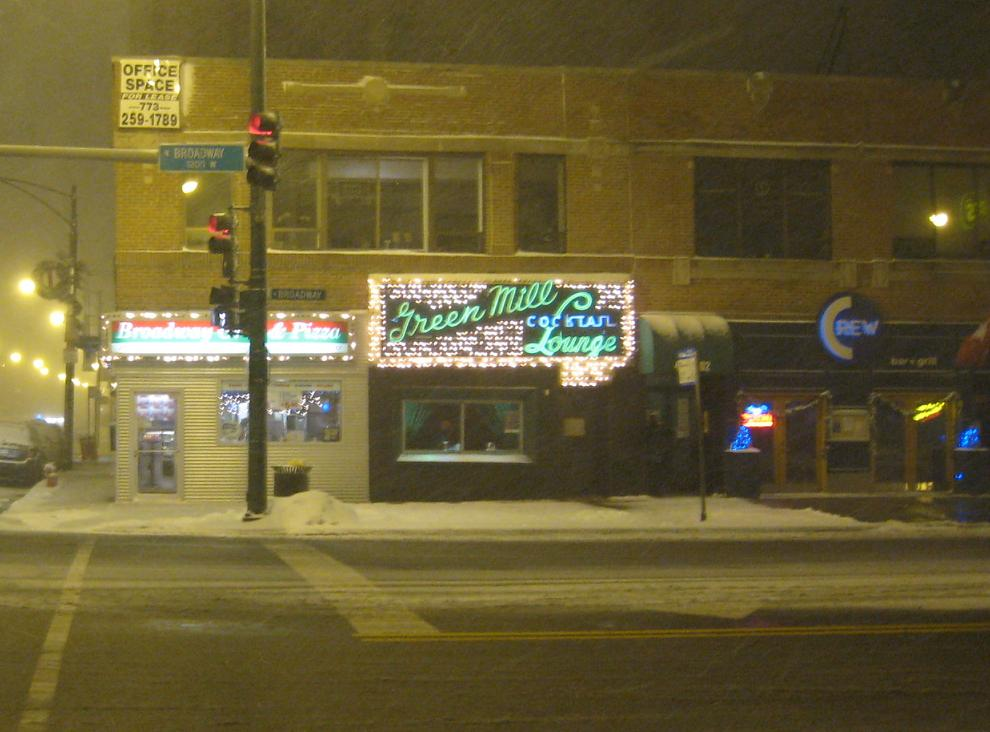
Green Mill: Hier fand der erste Poetry-Slam statt

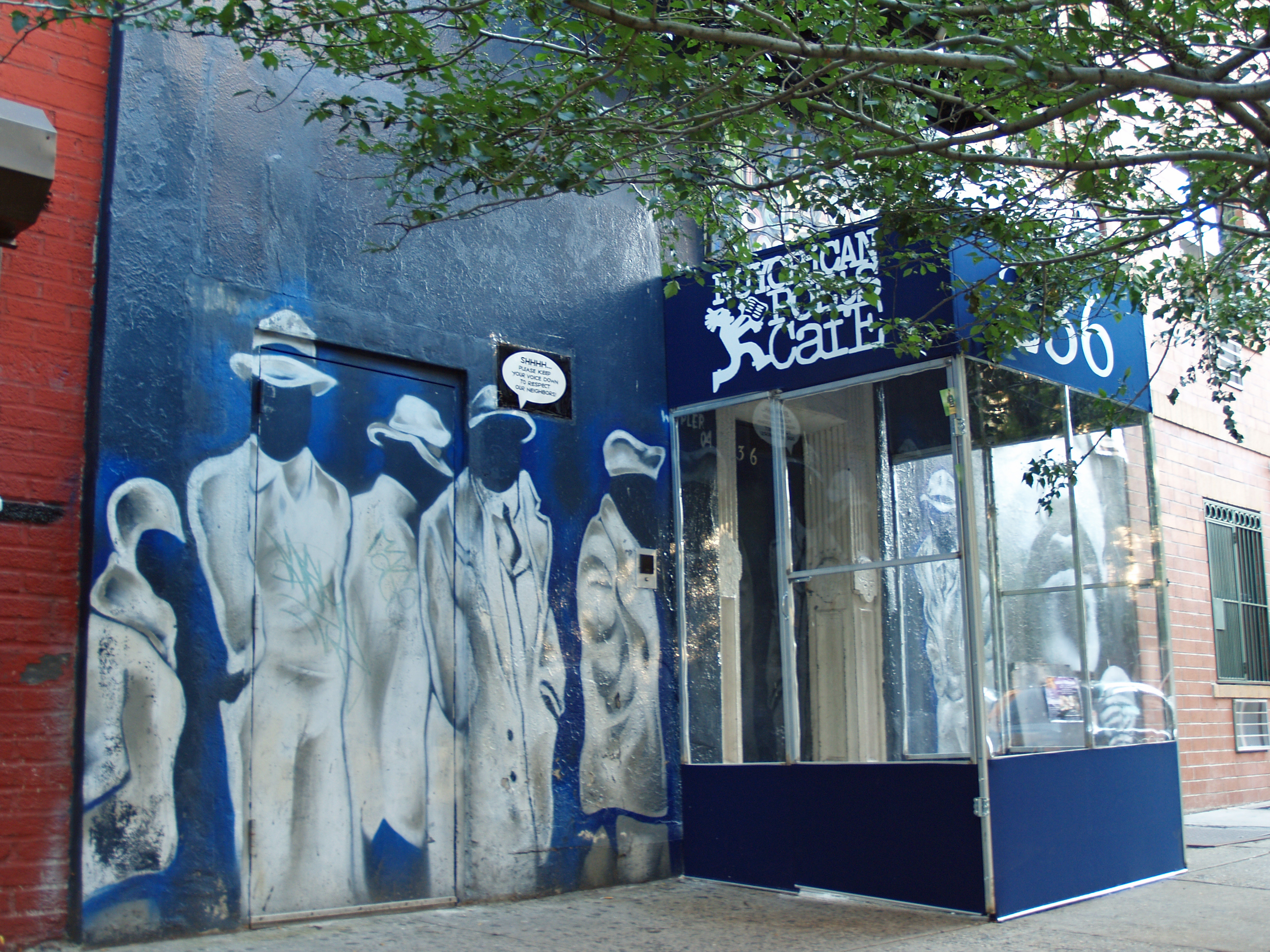
Das Nuyorican Poets Café in New York

Als Erfinder des Poetry-Slams gilt der amerikanische Performance-Poet Marc Kelly Smith aus Chicago. Er hielt traditionelle Lesungen mit Tisch und Wasserglas für überholt und entwickelte den Poetry-Slam als Teil einer wöchentlichen Literaturshow, die auch ein Offenes Mikro und geladene Gäste enthielt. Der erste Poetry-Slam fand am Sonntag, den 20. Juli 1986 im The Green Mill statt, wo der Uptown Poetry Slam heute noch veranstaltet wird.
Von Chicago breitete sich das Veranstaltungsformat in Nordamerika aus. 1989 gab es zum ersten Mal einen Poetry-Slam in New York. Nach einem Besuch im The Green Mill gründete der Dichter Bob Holman mit Miguel Algarin das Nuyorican Poets Cafe in Alphabet City, Manhattan. 1990 fand in San Francisco der ersten National Poetry Slam der USA statt, bei dem verschiedene Städte gegeneinander antraten, 1992 liefen erste Poetry Clips im US-Fernsehen, unter anderem in der Sendung MTV Poetry Unplugged. Radio-Live-Übertragungen von Slams im Nuyorican Poets Café erreichten Tausende von Zuhörern bis nach Japan.
Ein ursprünglicher Impuls des Slam war die Demokratisierung des Publikums, das durch direkte Beteiligung und Ansprache Teil des künstlerischen Ereignisses werden sollte. Damit grenzten sich die subliterarischen Strömungen bewusst von den traditionellen Kultureliten ab:

“Slam is the lighthouse for the democratization of art.”

„Slam ist das Paradebeispiel für die Demokratisierung der Kunst.“

## Poetry-Slams im deutschsprachigen Raum

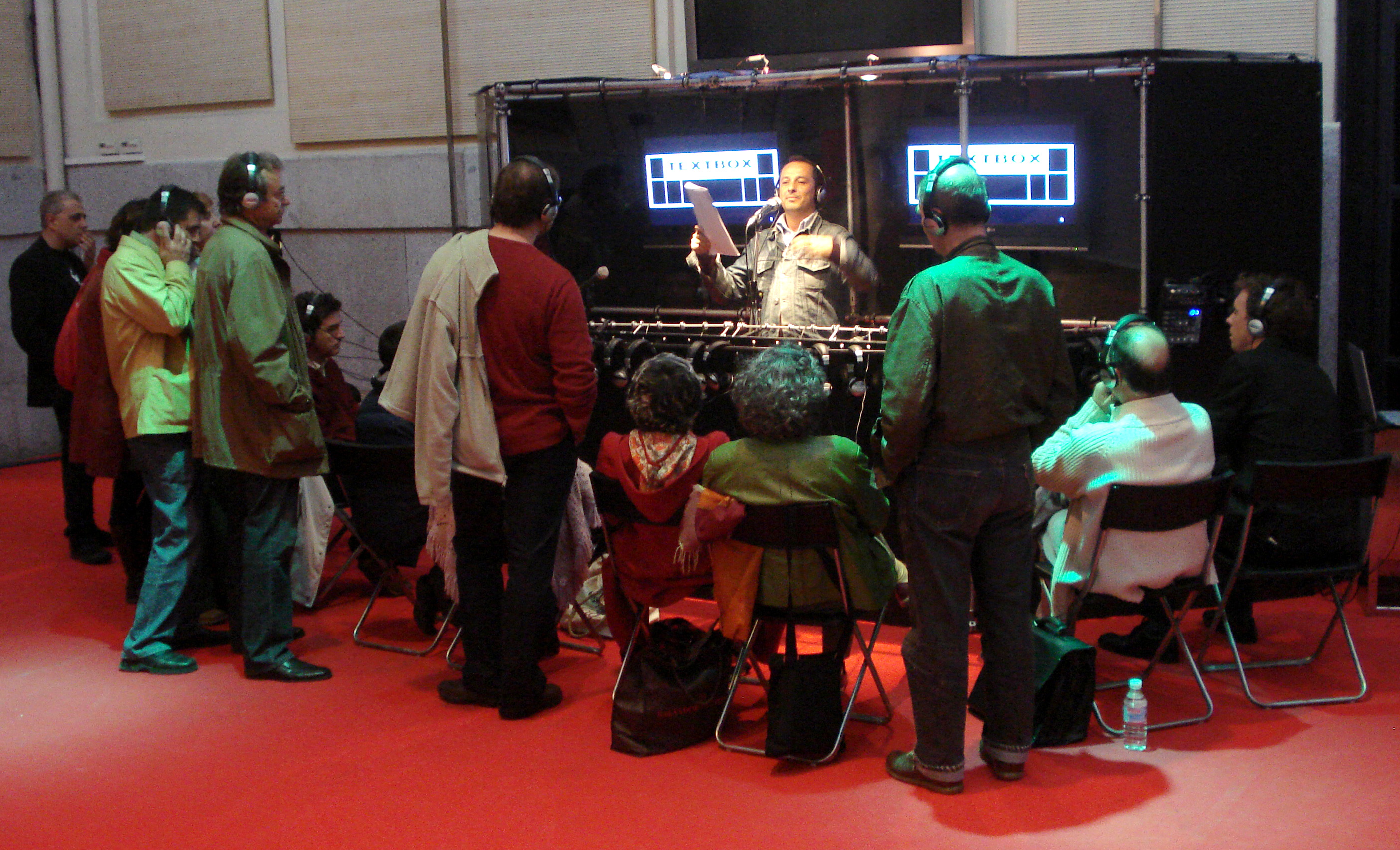
Poetry Performance in der Textbox 2008

Bevor sich in Deutschland erste regelmäßige Dichterwettbewerbe etablieren konnten, existierten in einigen Städten bereits ähnliche Veranstaltungsformate: Ab 1986 fanden in Frankfurt am Main Veranstaltungen unter dem Titel Jeder darf mal statt, 1993 wurden in Köln Dichter in den Ring geladen, ebenfalls in diesem Jahr begann Jan Günthner, inspiriert durch ein Auslandssemester in den USA, regelmäßige Slams am Anglistischen Seminar der Universität Heidelberg in englischer Sprache auszurichten (bis 1995). Auch die (sub-)literarische Strömung des Social Beat, die in den neunziger Jahren existierte, beeinflusste die Entstehung von Poetry-Slams in Deutschland.
In den Jahren 1993 bis 1995 wurden erstmals führende Persönlichkeiten der US-amerikanischen Spoken-Word-Bewegung von etablierten Institutionen des Literaturbetriebs nach Deutschland eingeladen, um das deutschsprachige Publikum stärker mit dem Format bekannt zu machen. Im Jahr 1994 tauchte die Bezeichnung Poetry Slam für ein Veranstaltungsformat erstmals in Berlin auf, wo Wolf Hogekamp das Format in der Bar Ex’n’Pop etablierte. Im selben Jahr führte der Journalist Karl Bruckmaier im Substanz in München einen Literaturslam als Kompromiss zwischen herkömmlicher Lesung und Slam durch. Ab 1996 wurden in München, Frankfurt am Main und Düsseldorf, ab 1997 in Hamburg regelmäßig Slams abgehalten. Diese vier Städte trugen im selben Jahr in Berlin zum ersten Mal eine gesamtdeutsche Poetry-Slam-Meisterschaft (damals: National Poetry Slam) aus. Ab 1998 kamen Städte wie Augsburg, Freiburg im Breisgau, Kiel und Marburg dazu. Die Anzahl lokaler Slams wuchs kontinuierlich und überschritt 1999 die deutschen Landesgrenzen nach Österreich und in die Schweiz. Auf dem Slam-Portal myslam.de  waren Mitte 2014 über 2000 Slammer aktiv.
Im deutschsprachigen Raum fanden 2017 mehr als 300 regelmäßige Poetry-Slams statt. Sie erreichten bis zu rund Tausend Zuschauer pro Veranstaltung. Die Veranstaltungen tragen fantasievolle Namen wie „SprechReiz“, „Slamschlacht“, „Reimstein“, „Satznachvorn“ oder „Slammassel“. Deutschsprachige Slam-Poeten wurden vom Goethe-Institut auf alle Kontinente eingeladen geben Workshops an Universitäten und Schulen, sind auf Buchmessen präsent (beispielsweise in Bas Böttchers Textbox) und treten auf Literaturfestivals (PROSANOVA, Lit.Cologne, internationales literaturfestival berlin, SWR-Literaturnacht) auf.

### Regionalmeisterschaften
In vielen Bundesländern haben sich Regional- oder Landesmeisterschaften etabliert, zu denen die regelmäßig stattfindenden Slams eines Bundeslandes Teilnehmer entsenden. So fanden beispielsweise 2010 in Baden-Württemberg die ersten Slam-Landesmeisterschaften (in Heidelberg und Mannheim) statt, zu denen etwa 24 Slammer anreisten. Die Landesmeisterschaften wurden 2011 in Stuttgart und Ludwigsburg sowie 2012 in Freiburg fortgesetzt. Bis ins Jahr 2020 fanden die baden-württembergischen Landesmeisterschaften jährlich statt.
Mittlerweile sind in beinahe allen Bundesländern jährlich stattfindende Meisterschaften etabliert, die in wechselnden Städten und von verschiedenen Veranstaltern organisiert werden.

### Deutschsprachige Meisterschaften
1997 fanden erstmals deutschsprachige Poetry-Slam-Meisterschaften statt. Seit 2000 sind Österreich und die Schweiz beteiligt, seit 2009 Liechtenstein, seit 2014 Luxemburg, was 2001 zur Namensänderung in German International Poetry Slam (GIPS) führte. Später wurde die Veranstaltung in Deutschsprachige Poetry-Slam-Meisterschaften umbenannt. Anders als in den USA gibt es bei den deutschsprachigen Meisterschaften zwei Disziplinen: Neben dem Einzelwettbewerb treten im Gruppenwettbewerb Teams von zwei bis sieben Dichtern an, die mehrstimmig vortragen. 2008 und 2009 erreichten die National Slams nach Veranstalterangaben fast 10.000 Zuschauer. 2011 waren es fast 15.000.

| Nummer | Jahr | Ort                 | Organisatoren / Slam Master | Gewinner Einzel        | Gewinner Team                                                                   | Gewinner U20 | Zuschauerzahl (Veranstalterangaben) | Dauer  |
| ------ | ---- | ------------------- | --- | ---------------------- | ------------------------------------------------------------------------------- | --- | ----------------------------------- | ------ |
| I      | 1997 | Berlin              | Wolf Hogekamp | Bas Böttcher           | Team Hamburg (Nadine Barth, Cenk Bekdemir, Michael Weins, Markus Wiese)         | --- | 200                                 | 2 Tage |
| II     | 1998 | München             | Ko Bylanzky, Rayl Patzak | Michael Lentz          | Team Köln (Guido Gramatke, Bob Lakermann, Michael Tönnis, Wehwalt Koslovsky)    | --- | 700                                 | 3 Tage |
| III    | 1999 | Weimar              | Bas Böttcher | Tracy Splinter         | Team Tübingen (Florian Werner, Mr. Magic, Simone Ohne, Friedemann B. Holder)    | --- | 700                                 | 2 Tage |
| IV     | 2000 | Düsseldorf          | André Michael Bolten, Robby Göllmann, Pamela Granderath und Wehwalt Koslovsky                                                                      | Jan Off                | Team Aachen (Hartmut Heil, Gerhard Horriar, Michael Stetter)                    | --- | 1000                                | 2 Tage |
| V      | 2001 | Hamburg             | Tina Uebel, Hartmut Pospiech, Friederike Moldenhauer, Michel Abdollahi                                                                             | Sebastian Krämer       | Team Winterthur (Sibylle Aeberli, Tom Combo, Suzanne Zahnd)                     | --- | k. A.                               | 3 Tage |
| VI     | 2002 | Bern                | Matthias Burki, Yves Thomi | Lasse Samström         | Team Wuppertal (Marco Jonas Jahn, Markim Pause, Lasse Samström, Michael Wefers) | --- | k. A.                               | 3 Tage |
| VII    | 2003 | Darmstadt/Frankfurt | Oliver Gaussmann, Alex Dreppec, Dirk Hülstrunk, Rüdiger Wenig                                                                                      | Sebastian Krämer       | Team Passau (Raimund Meisenberger, Markus Pissarek)                             | --- | k. A.                               | 3 Tage |
| VIII   | 2004 | Stuttgart           | Timo Brunke, Angelika Brunke | Gabriel Vetter         | Team Tübingen (Jakob Nacken, Helge Thun)                                        | Lino Wirag | 2500                                | 3 Tage |
| IX     | 2005 | Leipzig             | Leif Greinus, Sebastian Wolter, Martin Wolter | Volker Strübing        | Tha Boyz with tha Girlz in tha Back (Nora Gomringer, Mia Pittroff und Fiva)     | Nadja Schlüter, Krok (Krisha Kops) | 2900                                | 3 Tage |
| X      | 2006 | München             | Ko Bylanzky, Rayl Patzak | Marc-Uwe Kling         | TeamLSD (Micha Ebeling, Volker Strübing)                                        | Lara Stoll | 3500                                | 3 Tage |
| XI     | 2007 | Berlin              | Wolf Hogekamp, Petra Anders, Wehwalt Koslovsky, Gauner, Frank Klötgen                                                                              | Marc-Uwe Kling         | SMAAT (Sebastian23, Felix Römer, Lars Ruppel, Gabriel Vetter)                   | Julian Heun | 4000                                | 4 Tage |
| XII    | 2008 | Zürich              | Lukas Hofstetter, Richi Küttel, Martin Otzenberger                                                                                                 | Sebastian23            | TeamLSD (Micha Ebeling, Volker Strübing)                                        | Bleu Broode | 9500                                | 5 Tage |
| XIII   | 2009 | Düsseldorf          | Markim Pause, Pamela Granderath, Christine Brinkmann (zakk)                                                                                        | Philipp Scharrenberg   | PauL (Bumillo, Heiner Lange, Philipp Scharrenberg)                              | Yasmin Hafedh | 9000                                | 3 Tage |
| XIV    | 2010 | Ruhrgebiet          | Sebastian Rabsahl, Mischa-Sarim Vérollet, Frank Klötgen                                                                                            | Patrick Salmen         | Team und Struppi (Jasper Diedrichsen, Moritz Neumeier)                          | Laurin Buser |                                     | 4 Tage |
| XV     | 2011 | Hamburg             | Jan-Oliver Lange, Thomas Schultz, Hartmut Pospiech, Friederike Moldenhauer, Robert Oschatz                                                         | Nektarios Vlachopoulos | Team Totale Zerstörung (André Herrmann, Julius Fischer)                         | Alex Meyer | 14.500                              | 5 Tage |
| XVI    | 2012 | Heidelberg/Mannheim | Frank Habrik, Kathrin Rabus | Pierre Jarawan         | Team Totale Zerstörung (André Herrmann, Julius Fischer)                         | Jule Weber | 3500                                | 5 Tage |
| XVII   | 2013 | Bielefeld           | Karsten Strack, Markus Freise, Nico Bein, Marc-Oliver Schuster, Sven Stickling, Michael Goehre                                                     | Jan Philipp Zymny      | Team Bottermelk Fresch (Julian Heun, Bleu Broode, Lars Ruppel)                  | Fee (separat in Kiel ausgetragen) |                                     | 5 Tage |
| XVIII  | 2014 | Dresden             | Lisa Jaspersen, Christian Meyer, André Herrmann, Julius Fischer, Thomas Jurisch, Bleu Broode, Hauke von Grimm                                      | Lars Ruppel            | Team Scheller (Dominique Macri, Dalibor Marković)                               | Johannes Berger (separat in Berlin ausgetragen) | 7500                                | 5 Tage |
| XIX    | 2015 | Augsburg            | Horst Thieme | Jan Philipp Zymny      | Interrobang (Valerio Moser, Manuel Diener)                                      | Jonas Balmer (separat in Regensburg ausgetragen) |                                     | 5 Tage |
| XX     | 2016 | Stuttgart           | Nikita Gorbunov, Hanz, Thomas Geyer | Philipp Scharrenberg   | TeamLSD (Micha Ebeling, Volker Strübing)                                        | Benjamin Poliak (separat in Magdeburg ausgetragen) |                                     | 5 Tage |
| XXI    | 2017 | Hannover            | Ninia LaGrande, Bernard Hoffmeister, Klaus Urban, Tobias Kunze, Henning Chadde, Jörg Smotlacha, Jan Egge Sedelies, Johannes Berger, Julia Ustinski | Alex Burkhard          | Heun & Söhne (Julian Heun, David Friedrich)                                     | Benjamin Poliak (separat in Heidelberg ausgetragen) |                                     | 5 Tage |
| XXII   | 2018 | Zürich              | Verein Slam 2018 Zürich | Jean Phillipe Kindler  | Interrobang (Valerio Moser, Manuel Diener)                                      | Sarah Anna Fernbach (separat in Paderborn ausgetragen) |                                     | 5 Tage |
| XXIII  | 2019 | Berlin              | Julian Heun, Wolf Hogekamp, Kerim Kisa, Max Gebhard, Veronika Rieger, Filomena Franke, Ken Yamamoto                                                | Friedrich Herrmann     | Zum goldenen Schmied (Fatima Moumouni, Laurin Buser)                            | Paulina Behrendt (separat in Erfurt ausgetragen) & Team „Bis einer weint“ (Lina Wedemeyer, Levin Simmet)                                                       | 10.000                              | 4 Tage |
| XXIV   | 2020 | Düsseldorf          | Christine Brinkmann, Markim Pause, Helge Goldschläger, Johannes Floehr, Marie Gdaniec, Bernard Hoffmeister, Jean-Philippe Kindler, Aylin Celik     | nicht ausgetragen      | Unterricht mit Psychos (Theresa Sperling, Sebastian Hahn)                       | nicht ausgetragen |                                     | 2 Tage |
| XXV    | 2021 | Nürnberg            | Michael Jakob | David Friedrich        | #wortwinundslamson                                                              | |                                     | 3 Tage |
| XXVI   | 2022 | Wien                | Kulturverein Fomp, Yasmo und Henrik Szántó | Florian Wintels        | Wortwin & Slamson                                                               | Yannik Ambrusits – Kategorie u20 Einzel Schluss jetzt, Lisabeth (Isabell Sterner und Lucia Leonhardt) – Kategorie u20 Team (Separat in St. Gallen ausgetragen) |                                     | 4 Tage |
| XXVII  | 2023 | Bochum              | WortLautRuhr, Jan Schmidt und Yannick Steinkellner                                                                                                 | Theresa Sperling       | Tommy und Annika (Ortwin Bader-Iskraut, Jonas Samson Völk)                      | Johanna Bauer – Kategorie u20 Einzel Schall & Lauch (Leander Bauer und Elvin Jonas) – Kategorie u20 Team (Separat in Frankfurt am Main ausgetragen)            |                                     | 4 Tage |
|        |      |                     | |                        |                                                                                 | |                                     |        |

Galerie
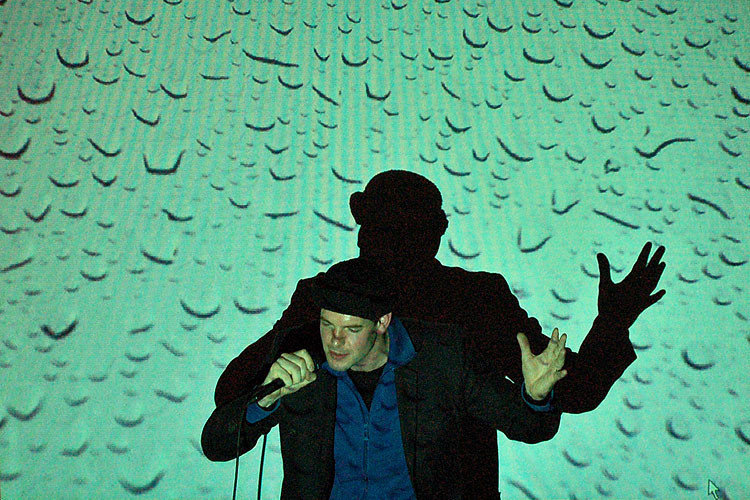
Bas Böttcher, 1997
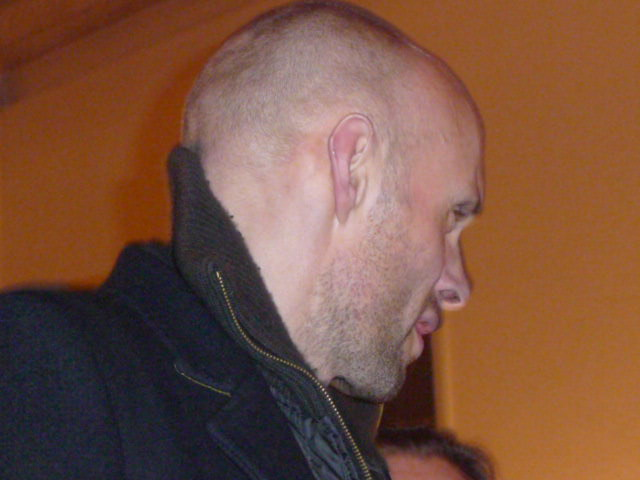
Michael Lentz, 1998
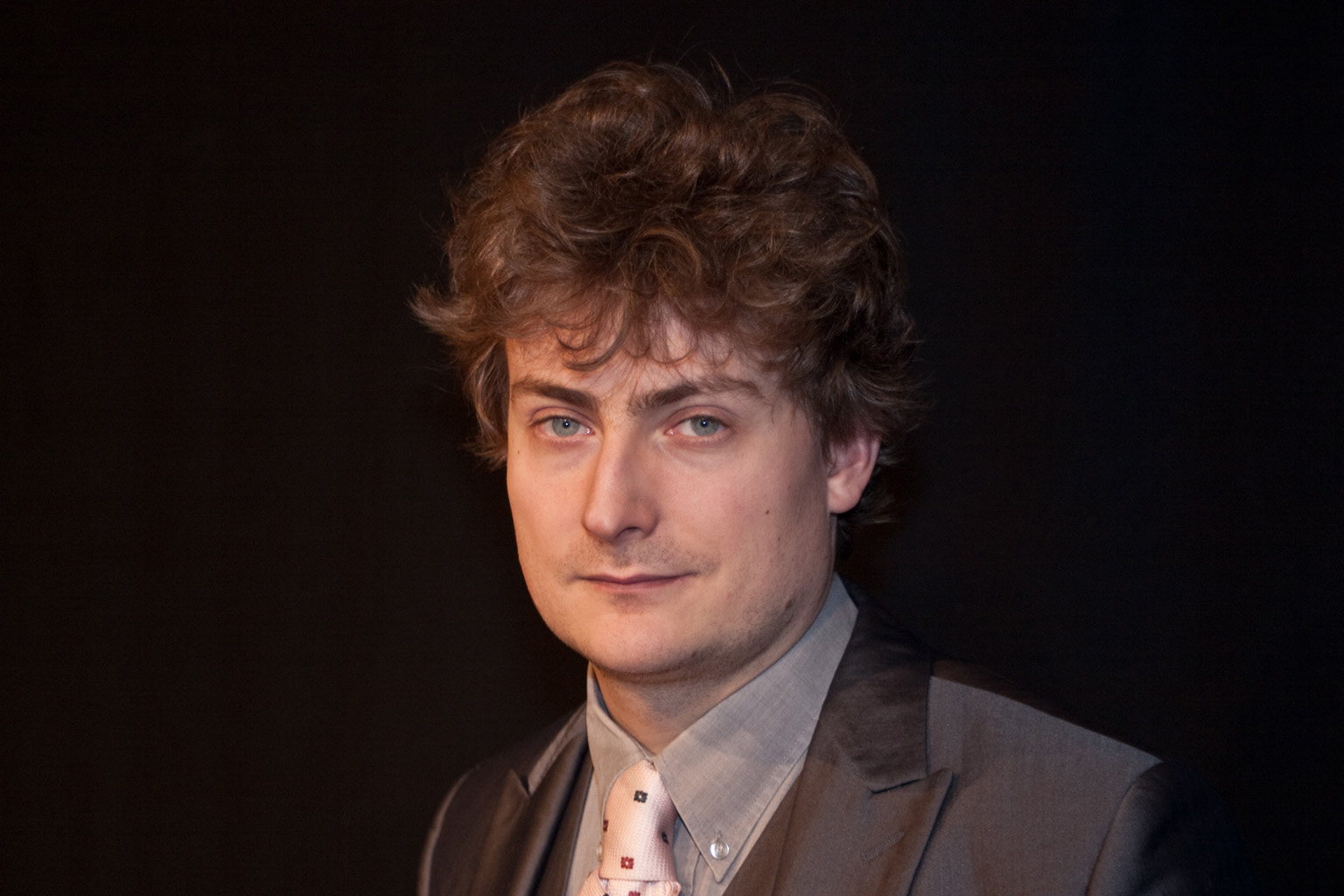
Sebastian Krämer, 2001 und 2003
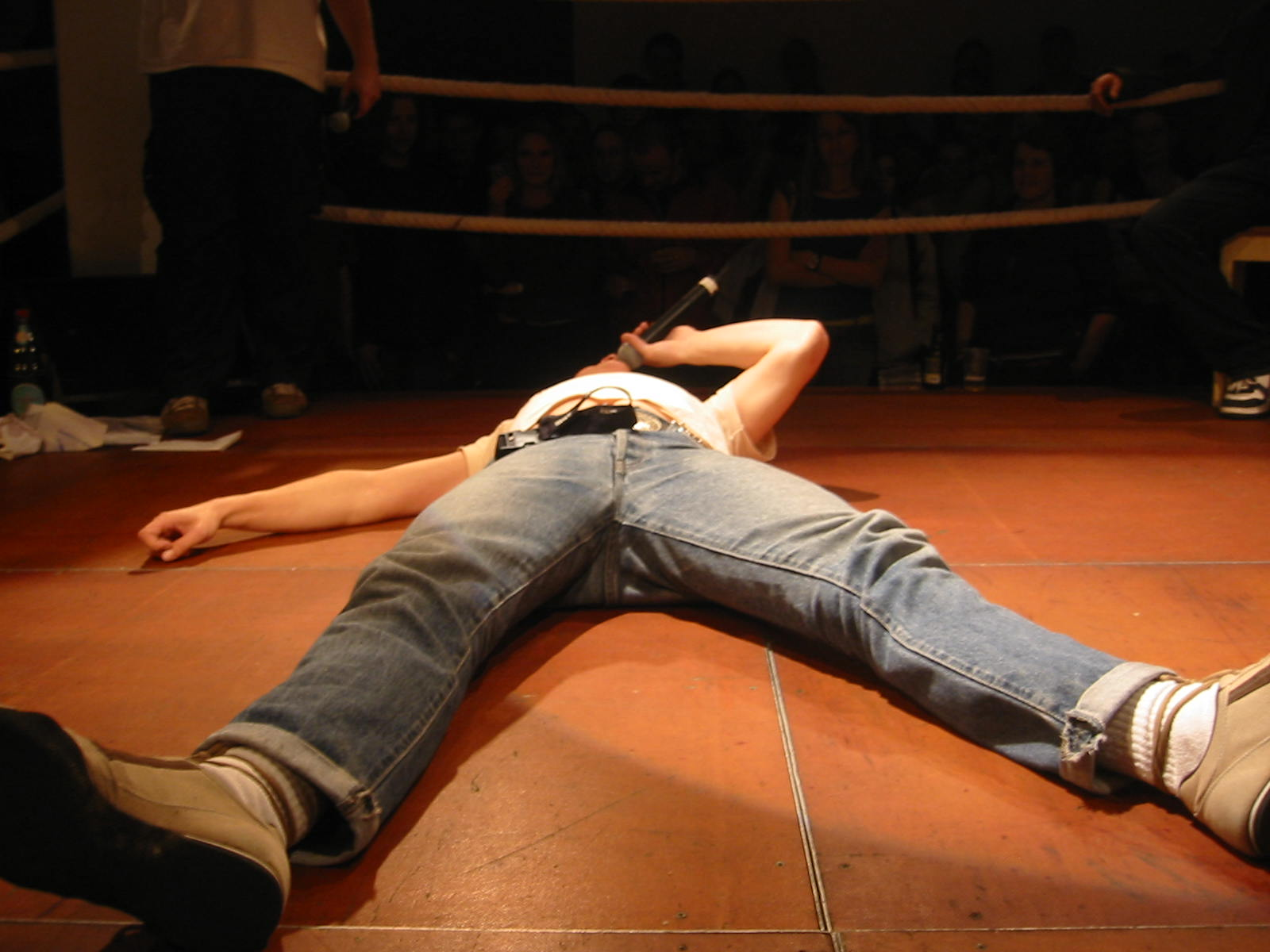
Lasse Samström, 2002
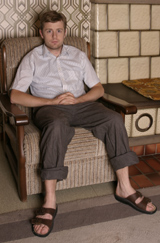
Gabriel Vetter, 2004
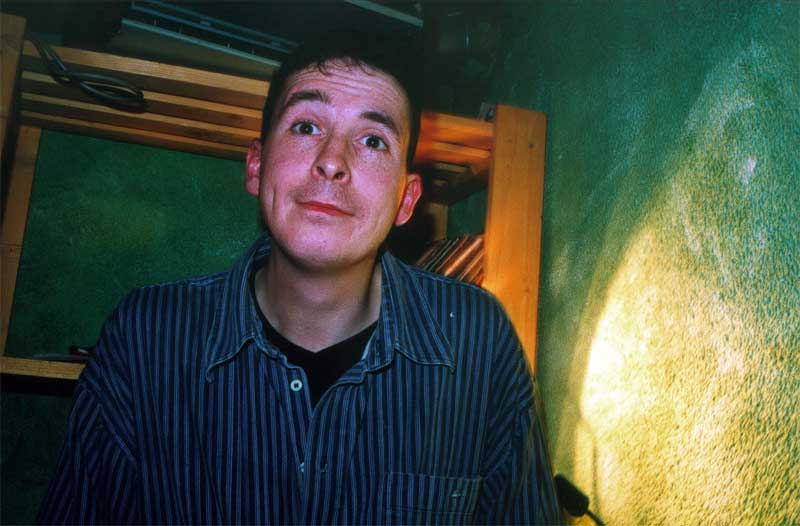
Volker Strübing, 2005
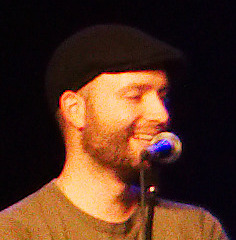
Marc-Uwe Kling, 2006 und 2007
Sebastian23, 2008
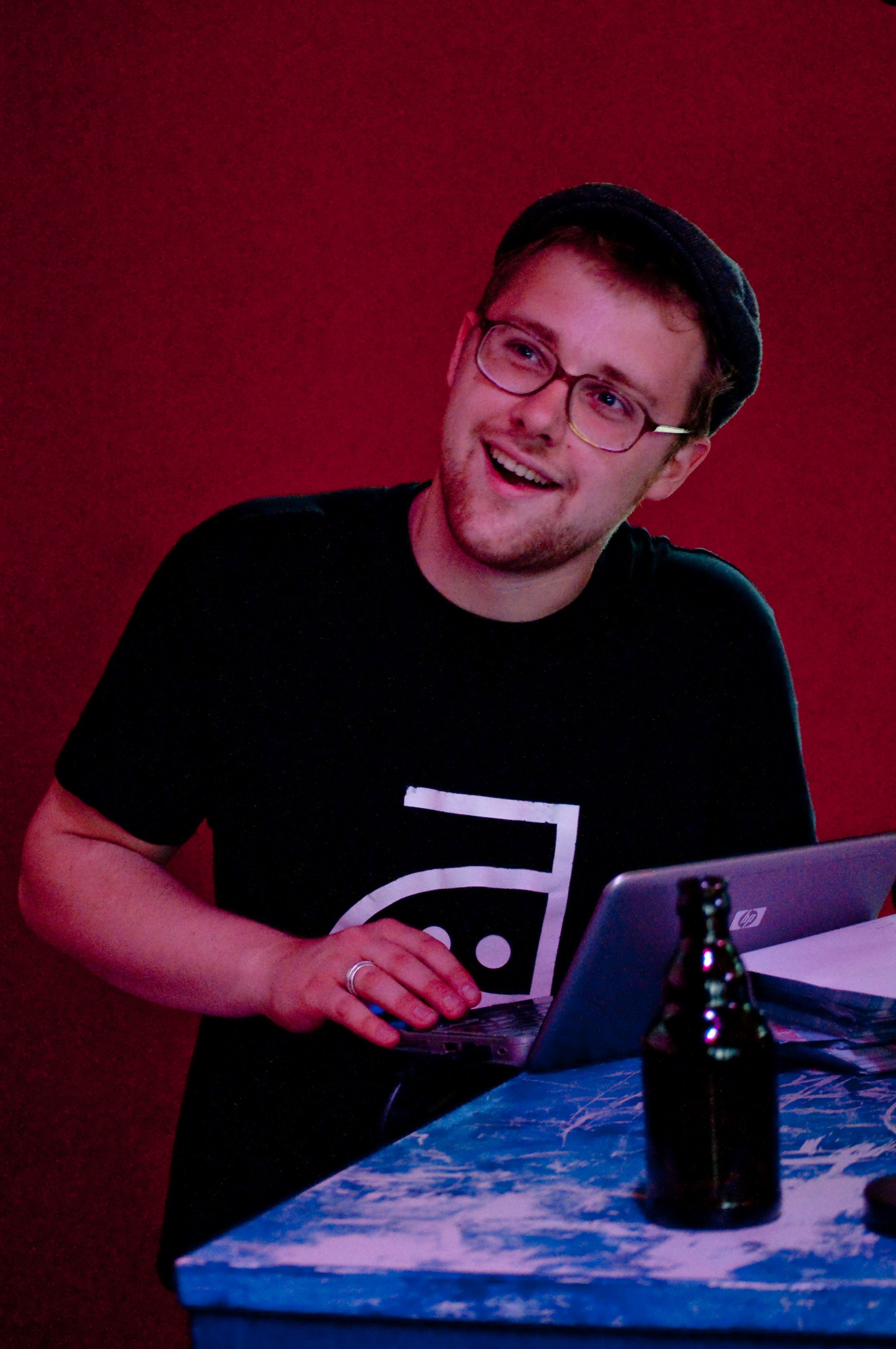
Lars Ruppel, 2014
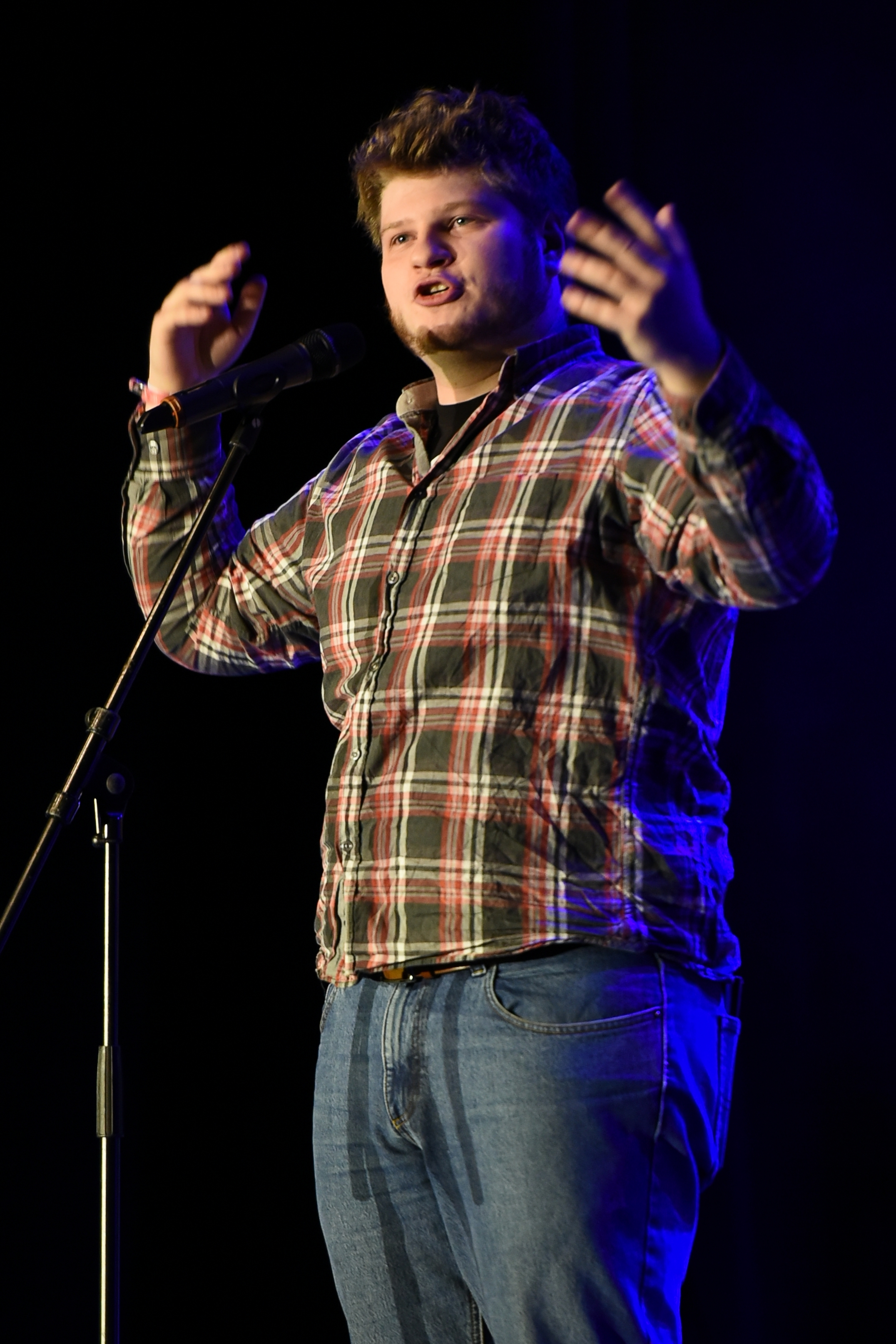
Jan Philipp Zymny, 2013 und 2015

### Bekannte deutschsprachige Vertreter

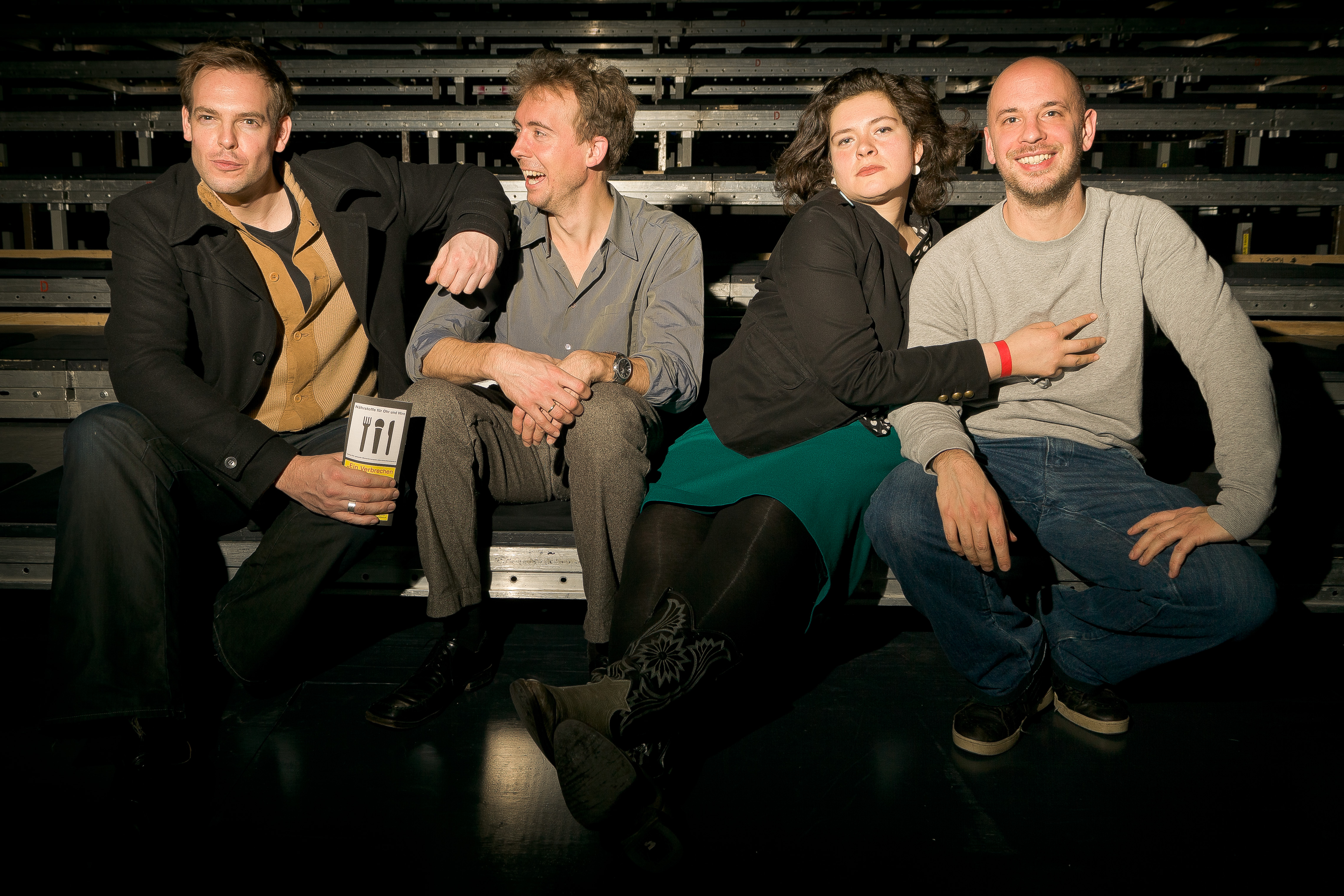
(v. l. n. r.:) Slam-Poeten Bas Böttcher, Timo Brunke, Nora-Eugenie Gomringer und Dalibor Markovic nach der Veranstaltung „Definition of a Bombastic Slam Poetry“ (Zürich, CH, 2010)

In den 2000er Jahren professionalisierte sich die deutschsprachige Szene so weit, dass inzwischen rund 20 bis 30 Künstler, von den Einnahmen ihrer Auftritte, Workshops, Bühnenprogramme und Auftragsarbeiten leben können. Bekannte deutschsprachige Slampoeten absolvieren bis zu 200 Auftritte im Jahr, veröffentlichen bei Publikumsverlagen wie Ullstein oder Carlsen und werden bisweilen aufgefordert, Autogramme zu geben. Zu den etablierten Vertretern gehören neben den deutschen „Gründervätern“ wie Bas Böttcher oder Wehwalt Koslovsky auch die Sieger des Einzelwettbewerbs der deutschsprachigen Meisterschaften wie Sebastian Krämer, Lasse Samström, Philipp Scharrenberg, Sebastian23, Gabriel Vetter, Volker Strübing oder Marc-Uwe Kling. In Österreich zählen dazu Markus Köhle, Mieze Medusa, Yasmin Hafedh, Lisa Eckhart, Elias Hirschl, Henrik Szántó und Yannick Steinkellner. Weitere Slammer treten mit humoristischen (Julius Fischer, Lars Ruppel, Felix Lobrecht), lyrisch-performativen (Nora Gomringer, Lydia Daher, Pauline Füg, Xochil A. Schütz), rap-orientierten (Fiva, Gauner) oder erzählenden (Sulaiman Masomi, Mischael-Sarim Verollet) Textformen hervor. Daneben gibt es eine Reihe von Slam-Teams (wie Allen Earnstyzz), die regelmäßig gemeinsam auftreten.
Auf deutschen Poetry-Slam-Bühnen traten auch – allerdings immer nur wenige Male – Schriftsteller wie Tanja Dückers, Karen Duve, Judith Hermann, Nina Jäckle, Raphael Urweider oder Finn-Ole Heinrich auf, der 2003 und 2004 an den deutschsprachigen Meisterschaften teilnahm.

### Humor auf Slambühnen
Auf deutschsprachigen Slambühnen ist immer wieder die Dominanz satirischer und humoristischer Beiträge beschrieben worden. So zeichneten sich die Gewinner der deutschsprachigen Meisterschaften 2000 bis 2009 durch die Qualität ihrer komischen Texte aus: „Diese stehen beim Publikum hoch im Kurs und werden meist Sieger eines Slams“, schreibt Stefanie Hager., Steffi Gläser zitiert in ihrer Untersuchung eine Interview-Aussage mit den Worten: „Ein Publikum kann man in erster Linie mit Humor [fesseln]“ dadurch entstehe der „Eindruck eines Übergewichts an komischen Texten“. Auch Stefanie Westermayr zitiert eine befragte Person mit der Aussage: „Es stimmt in der Tat, dass der Vortrag beim deutschen Publikum besser ankommt, wenn der Inhalt lustig ist und der Vortrag lässig abgehalten wird.“

## Poetry-Slams in den USA und Kanada

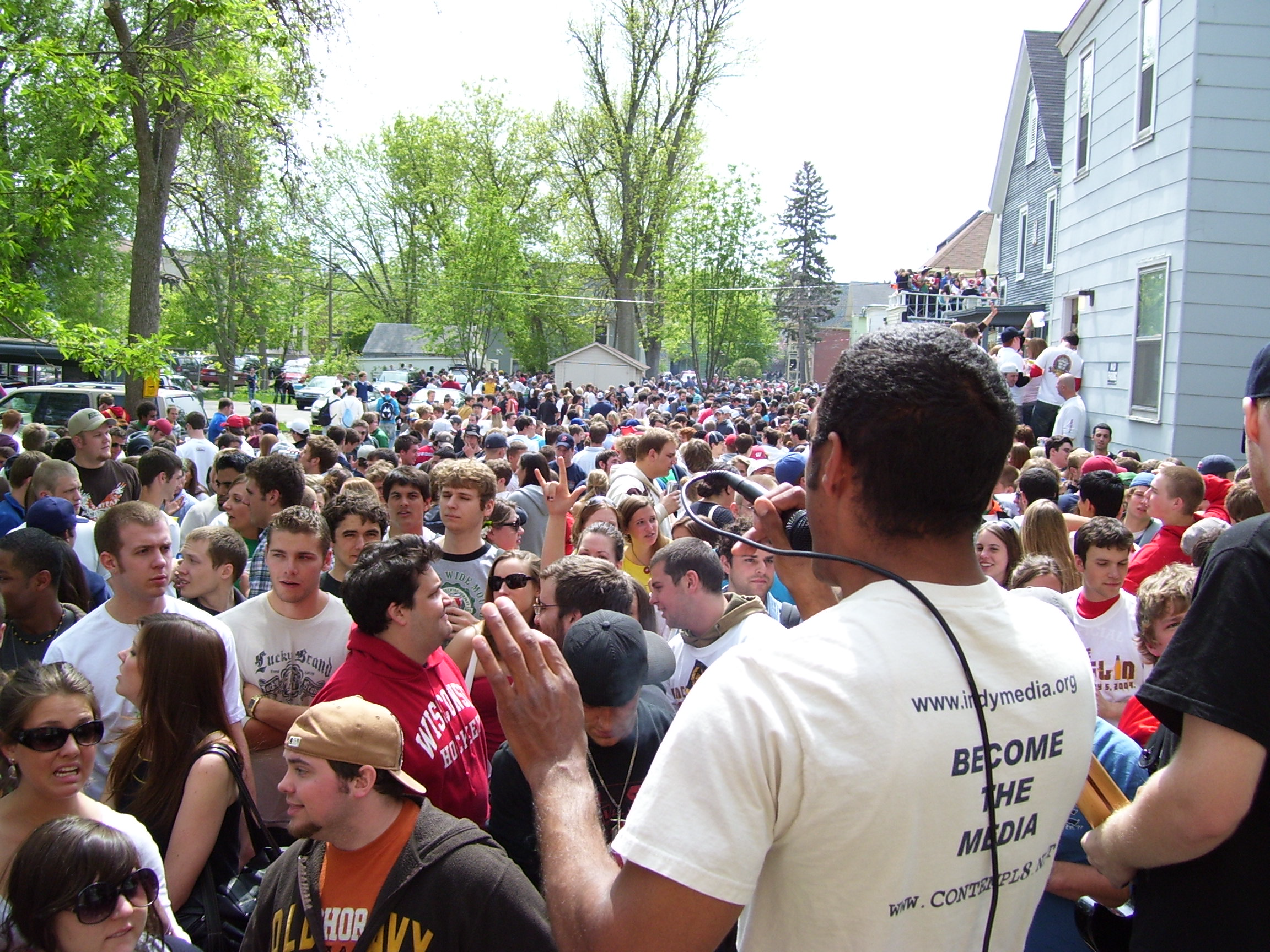
Der Autor Toussaint Morrison trägt ein Slam-Gedicht in Mifflin vor (USA), 2007

Nachdem sich Poetry-Slams von Chicago aus weltweit verbreitet hatten, wurde 1997 in den Vereinigten Staaten der Dachverband PSI (Poetry Slam Incorporated) zur Unterstützung und Verbreitung des Veranstaltungsformats gegründet.

### Sozialkritik und Demokratisierung

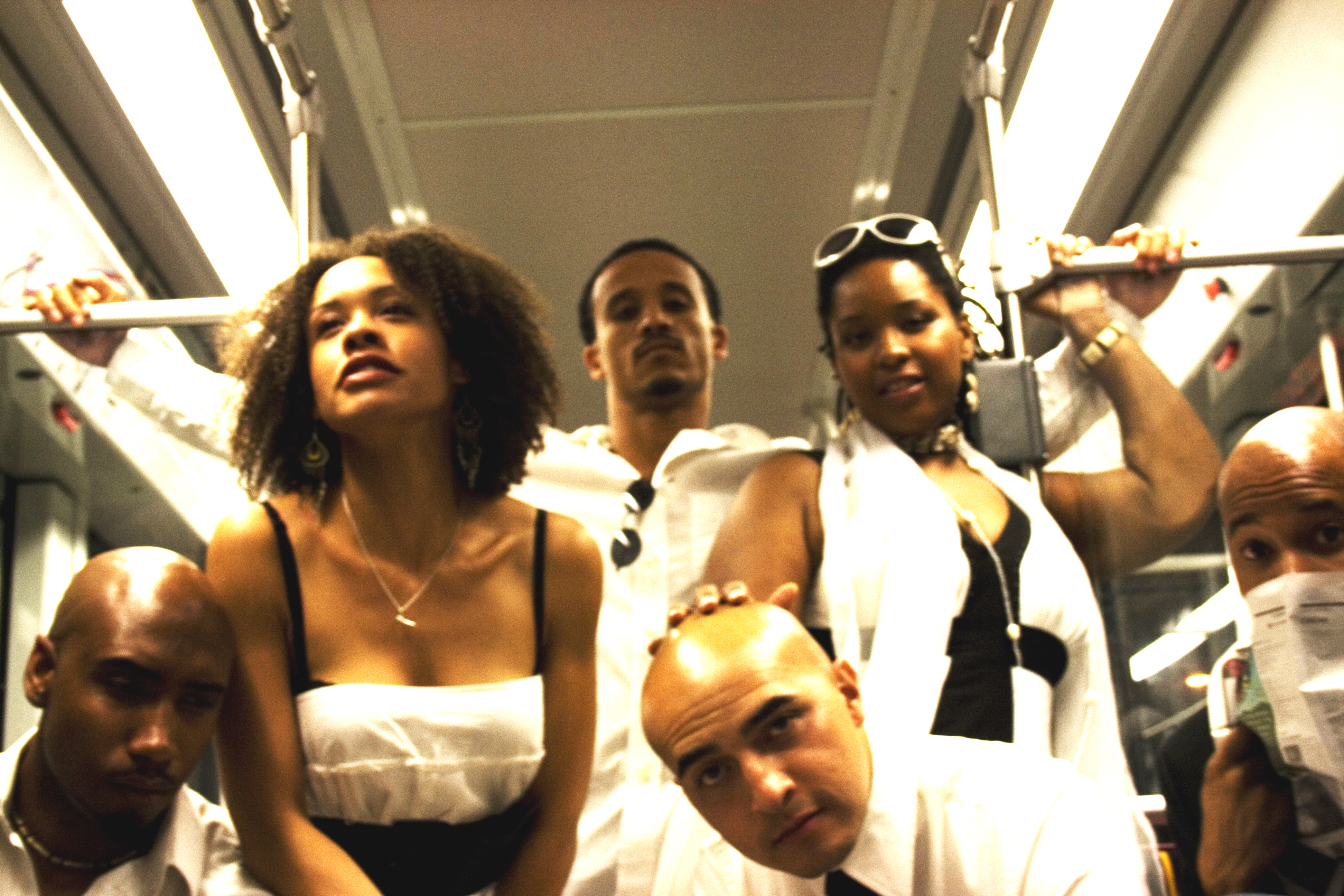
Performance-Team Slam Nuba aus Denver, 2008

Die Texte US-amerikanischer Slampoeten sind sozialkritischer als in Deutschland, und die Bewegung wird aufgrund ihrer Herkunft stärker als künstlerische Plattform für ethnische, sexuelle und soziale Minderheiten wahrgenommen: Slam dient dort auch ihrer „kulturellen Selbstversicherung“. Das Team Slam Nuba aus Denver beispielsweise wird von der „Pan African Arts Society“ unterstützt. Anders als in Deutschland werden in den USA auf Slambühnen auch sogenannte character poems in einer Form von Rollenprosa vorgetragen. Bob Holman bezeichnet die Slambewegung in den USA als „Demokratisierung des Verses“ und sagte 2005:

“The spoken word revolution is led a lot by women and by poets of color. It gives a depth to the nation’s dialogue that you don’t hear on the floor of Congress. I want a floor of Congress to look more like a National Poetry Slam. That would make me happy.”

„Die Spoken-Word-Revolution wird von Frauen und farbigen Slampoeten angeführt. Hier artikuliert sich die Stimme der Nation ganz anders als im Kongress. Ich will, dass der Sitzungssaal des Kongress einem National Poetry Slam ähnelt – dann wäre ich glücklich.“

In den USA werden Poetry-Slams aber auch kritisch kommentiert: So wurde in New York ein Anti-Slam gegründet, bei dem für jede Darbietung – in Abgrenzung zum wettbewerbsorientierten Modell – sechs Minuten Zeit zur Verfügung stehen und alle Teilnehmer von der Jury volle 10 Punkte erhalten. John S. Hall kritisierte die kompetitive Natur des Poetry-Slam, als er seinen ersten Slam-Besuch mit den Worten beschrieb:

“I hated it. And it made me really uncomfortable and […] it was very much like a sport, and I was interested in poetry in large part because it was like the antithesis of sports […] It seemed to me like a very macho, masculine form of poetry and not at all what I was interested in.”

„Ich habe es gehasst. Es war wie beim Sport, und ich war wegen der Lyrik hergekommen, also genau wegen des Gegenteils. Ich empfand es als machohafte und extrem männliche Form von Dichtung.“

Die Rückmeldungen aus dem akademischen Milieu fielen unterschiedlich aus: Der Literaturkritiker Harold Bloom bezeichnete Poetry-Slams in einem Interview in Paris Review als „Tod der Kunst“. Wie in Deutschland sind auch in den USA die Grenzen zwischen der sogenannten Sub- und E-Kultur nur in sehr wenigen Ausnahmefällen durchlässig: Ragan Fox (* 1976) beispielsweise hat eine Professur für „Performance Studies“ an der California State University inne und war Finalteilnehmer des National Poetry Slam, Kip Fulbeck (* 1965), Kunstprofessor an der University of California nahm in den frühen 1990er Jahren an Slams teil. Pulitzer-Preisträger Henry S. Taylor hingegen erreichte beim National Poetry Slam 1997 nur den 75. Platz (von 150). Auch der Musiker Beck versuchte sich als Poetry-Slammer.

## Weltmeisterschaften
2004 wurden erste Versuche unternommen, Slam-Weltmeisterschaften durchzuführen: Sowohl in Greenville, South Carolina, als auch in Rotterdam wurden World Championship Poetry Slams abgehalten, die beide von Buddy Wakefield aus den USA gewonnen wurden. 2009 siegte Amy Everhart in Berkeley, Kalifornien, im Individual World Poetry Slam. Die hohen (Reise-)Kosten für die Teilnehmer sowie die Sprachbarrieren – alle Texte müssen übersetzt und untertitelt werden – erschweren jedoch die Realisierung solcher Projekte.

## Poetry-Slams und die Folgen

### Variationen

Wertungstafel beim National Slam in München, 2006

Neben den oben ausgeführten Grundregeln (Zeitlimit, keine Requisiten, Wettbewerbsmodus) existiert eine Reihe von Variationen: Zur bekanntesten Variante zählt der Dead-or-Alive-Slam, bei dem Theaterschauspieler mit den Texten „toter“ Dichter (wie Brecht, Schiller oder Hölderlin) gegen Autoren aus der Slamszene antreten. Ein Deaf Slam findet in Gebärdensprache statt, bei einem Box-Slam wird ein Poetry-Slam mit den Auftritten professioneller Boxer kombiniert. Daneben gibt es Slams, bei denen die Dichter nur zu hören, aber nicht zu sehen sind (z. B. Slams in einem Dunkelrestaurant oder mit einer Schattenwand). Bei einem Jazz-Slam lesen Slampoeten Texte, zu denen eine Band musikalisch improvisiert. In Köln, Berlin und London fanden darüber hinaus bereits Anti-Slams statt, bei denen der schlechteste Beitrag gewann. 2012 veranstaltete der Nürnberger Michl Jakob den längsten Poetry-Slam der Welt (25 Stunden). Dieser Weltrekord wurde vom 10. bis 11. Dezember 2016 vom österreichischen Slam-Veranstalter Lukas Wagner (Slamlabor) auf 28 Stunden und 48 Minuten erweitert. Der Rekordbruch fand im SN-Saal der Salzburger Nachrichten statt.
Bei den deutschsprachigen Meisterschaften gab es bislang Mundart-, Erotik-, Rap-, Storyteller-, Rookie-, Haiku-, Cover- (Texte von anderen Autoren durften gelesen werden), Prop- (Requisiten durften benutzt werden) und Politslams.
Beim US-amerikanischen Island-Style-Slam werden die Texte live innerhalb von 20 bis 25 Minuten geschrieben: Jeder Teilnehmer muss dabei drei zuvor bestimmte Wörter in einem Gedicht verwenden. Der 1-2-3-Slam findet in drei Runden statt, bei denen jeweils eine, zwei oder drei Minuten Zeit zur Verfügung stehen. Beim US-amerikanischen Hecklers' Slam werden nicht die Texte der Vortragenden bewertet, sondern die Zwischenrufe aus dem Publikum.

### Abgeleitete Formate
In Deutschland haben sich auch nichtliterarische Formate etabliert, die auf dem Bewertungsprinzip des Slam basieren: Ein Wettbewerb mit selbstproduzierten Kurzfilmen wird als Shortfilm-Slam, Video- oder Cine-Slam bezeichnet. Eine Veranstaltung mit selbstgetexteten und -komponierten Liedern heißt Singer-Songwriter-Slam oder auch Song-Slam. Daneben existiert ein Philosophy-Slam und mehrere Science-Slams, bei denen wissenschaftliche Ergebnisse in prägnanter Form präsentiert werden. Als Form der Literaturförderung existiert der von Bibliotheken veranstaltete Book-Slam. 2011 etablierten die Autorinnen Ella Carina Werner und Nadine Wedel einen Diary-Slam in Hamburg, bei dem aus Tagebüchern vorgelesen wird. Eine mittlerweile starke eigenständige Ableitung ist das Format des Comedy-Slam, das es seit 2004 in Deutschland gibt.

### Verwandte Formate

Live.Poetry in Freiburg, 2005

Parallel zum Slam haben sich in Deutschland andere Publikumsveranstaltungen für Literatur entwickelt, die sich von der klassischen Autorenlesung abheben: Bei einem Open Mic wird die Bühne allen geöffnet, die sie betreten möchten, es gibt jedoch keinen Wettbewerb. In Erzählcafés oder Erzählsalons werden Menschen eingeladen, um (zu einem zuvor vereinbarten Thema) eine Geschichte zu erzählen. Bei sogenannten Lesebühnen, die in den 1990er Jahren in Berlin populär wurden, bestreitet eine feste Gruppe von Autoren in regelmäßigem Rhythmus gemeinsam Lesungen. Bei Live.Poetry, einer Kombination aus Poetry-Slam und Theatersport, lassen Autoren (beim Literaturfestival Prosanova 2008 beispielsweise Sebastian 23 und Finn-Ole Heinrich) in Interaktion mit dem Publikum live geschriebene Texte entstehen; anschließend wird über den Sieger abgestimmt. Der Publizist Sascha Lobo lud 2006 zu einer Lesung, bei der das Publikum die Poeten foltern durfte, beim Festival des nacherzählten Films müssen Teilnehmer im Wettstreit in freier Rede die Handlung eines Spielfilms nacherzählen; artverwandte Wettbewerbsformen vor Publikum sind Freestyle-Battles, Powerpoint-Karaoke oder Theatersport.

### Slam-Revue
Im europäischen Raum hat sich in den 2000er Jahren die sogenannte Slam-Revue etabliert, eine Performance-Lesung ohne offene Liste, bei der nur eingeladene Slampoeten auftreten. Die Zeitlimits sind erweitert, außerdem bleibt der Wettbewerbsmodus häufig ausgespart, sodass Slam-Revues den Charakter klassischer Autorenlesungen annehmen können. Eine der bekanntesten Revuen ist die sprachoffene Internationale SLAM!Revue des internationalen Literaturfestivals Berlin, die 2002 von Martin Jankowski und Boris Preckwitz initiiert wurde.

## Poetry Slams im Rundfunk

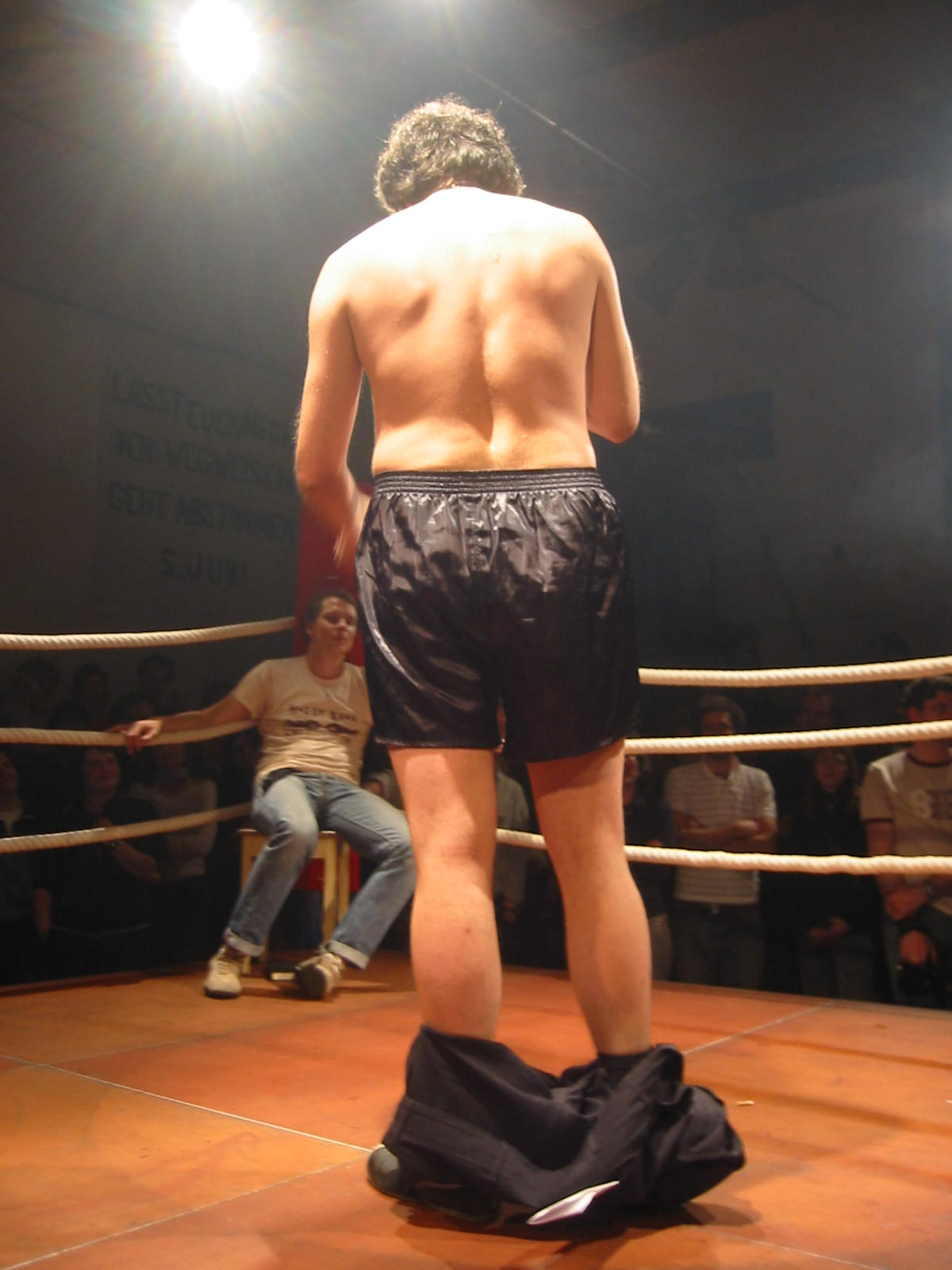
Matze B. beim Box-Slam, St. Gallen, 2005

In den USA lief von 2002 bis 2007 die Sendung Russell Simmons Presents Def Poetry, eine Show mit Performance-Poeten, die zum Teil aus der Slamszene kamen. In Deutschland produzierte das WDR Fernsehen von 2007 bis 2009 drei Staffeln eines in Köln aufgezeichnete Poetry-Slams (WDR Poetry Slam, Moderation: Jörg Thadeusz). Die Sendung war 2008 für den Adolf-Grimme-Preis nominiert. ARTE strahlte 2007 von der alljährlichen Internationalen SLAM!Revue aus Berlin einen Themenabend über die internationale Entwicklung des Poetry-Slam aus und startete im Internet gleichzeitig einen sogenannten „europäischen WebSlam“, bei dem die Internetnutzer alle zwei Monate einen Sieger kürten. Der Pay-TV-Sender Sat.1 Comedy produzierte 2008 die Sendung Slam Tour mit Kuttner. Im Rahmen des Themenschwerpunkts Sturm und Drang von 3sat und dem ZDFtheaterkanal wurde 2009 die Sendung Poetry Slam – tot oder lebendig ausgestrahlt, in der Poetry-Slammer gegen Schauspieler antraten, die Texte des Sturm und Drang präsentierten. Die Süddeutsche Zeitung rief 2009 zu einem Polit-Slam im Internet auf im gleichen Jahr produzierte der SWR2 einen Radioslam. 2017 strahlte der Mitteldeutsche Rundfunk fünf Slam-Sendungen namens Slamdr aus, deren Sieger Sebastian 23 war.

## Poetry-Slams in Video und Film

### Poetry-Videos und -Clips

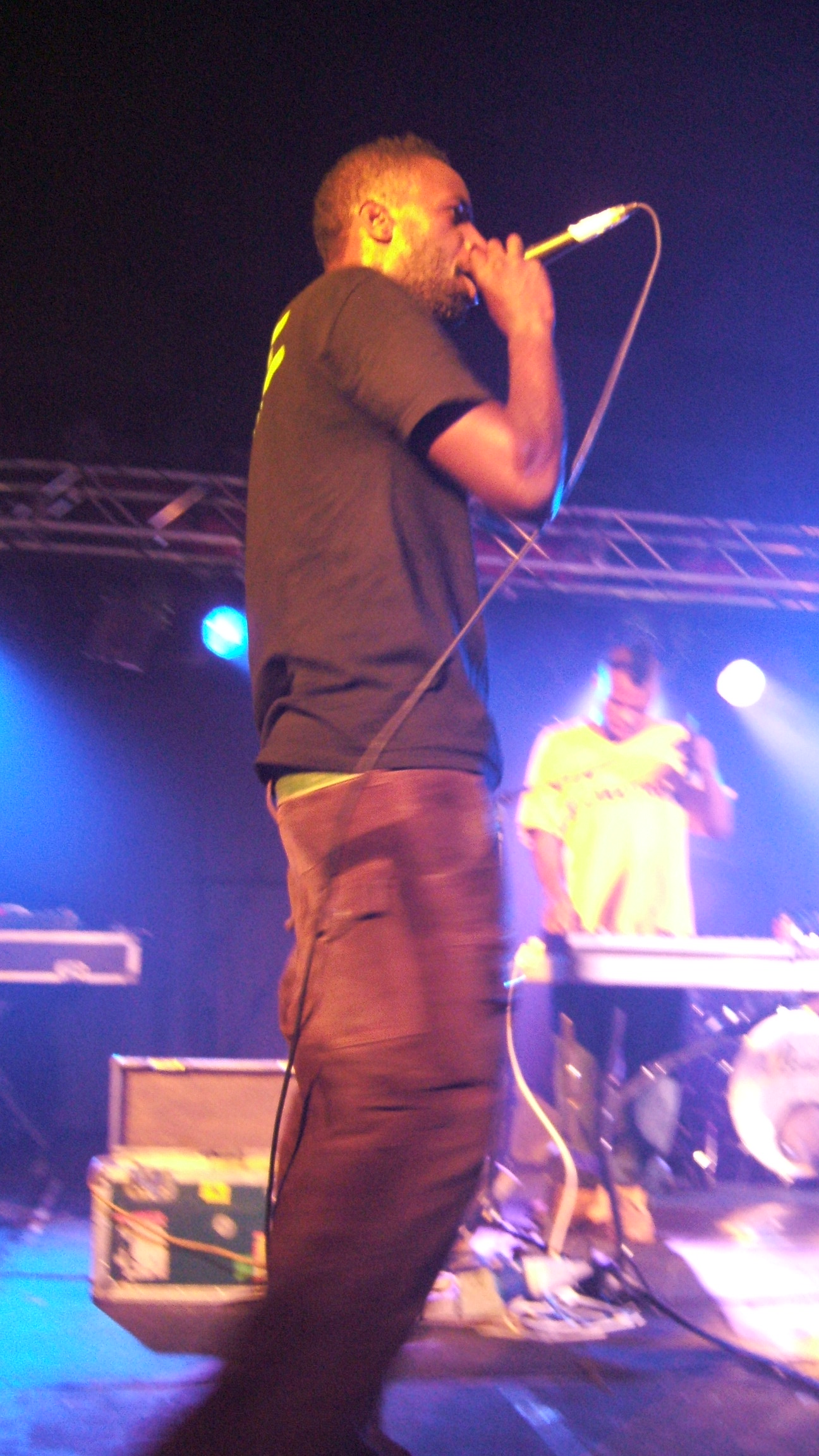
Saul Williams, 2005

Poetry-Clips sind eine Spielart des Poetry-Videos, bzw. des Poesiefilms und der Videopoetry. Bereits zwischen 1987 und 1993 produzierte Bob Holman für den New Yorker Fernsehsender WNYC-TV eine Serie von Poetry Spots, die 1989 und 1992 bei den New York Emmy Awards gewann. In den 1990er Jahren brachten MTV und der öffentliche US-Sender PBS Spoken-Word-Beiträge in Form von Videoclips ins Fernsehen. 1996 drehten Mark Pellington, Joshua Blum und Bob Holman für PBS die fünfteilige Serie United States of Poetry mit rund 60 Einzelvideos von Dichtern, Cowboy-Poets, Rappern und Slammern. In Deutschland wurde das Genre des Poesiefilms im Rahmen des seit 2002 zweijährlich stattfindenden Zebra Poetry Film Festivals der Literaturwerkstatt Berlin bekannt. Ralf Schmerbergs Film Poem – Ich setzte den Fuß in die Luft und sie trug aus dem Jahr 2003, eine Zusammenstellung verfilmter Gedichte, stellte eine Filmanthologie im Stile der Videopoetry dar. Der Begriff Poetry-Clip geht auf die Berliner Slampoeten Bas Böttcher und Wolf Hogekamp zurück, die seit 2000 an der Umsetzung des Formats im deutschsprachigen Raum arbeiten und 2005 eine Sammlung von Poetry-Clips auf DVD veröffentlichten. Für die sogenannten Poetry-Clips wird der Text oft gezielt für die Kamera inszeniert, das Format ähnelt damit einem Musikvideo.

### Poetry-Slams im Spielfilm
Poetry-Slams im Spielfilm sind vor allem mit dem US-amerikanischen Dichter und Musiker Saul Williams (* 1972) verbunden, der 1996 den Titel Grand Slam Champion des Nuyorican Poets Café gewann. 1998 spielte Williams die Hauptrolle in dem Independentfilm Slam, bei dem er auch als Drehbuchautor beteiligt war. Der Film gewann den Jurypreis beim Sundance Festival und eine Goldene Kamera beim Filmfestival in Cannes.

### Poetry-Slams im Dokumentarfilm
Der erste Dokumentarfilm über Akteure des Poetry-Slams SlamNation wurde 1996 dem Regisseur Paul Devlin gedreht. Der Film begleitet die Auftrittsvorbereitungen und Wettbewerbsbeiträge von Mitgliedern des Nuyorican Poets Slam-Teams, die 1996 am National Poetry Slam in Portland teilnahmen, und lässt weitere Slam-Aktivisten wie Marc Smith, Bob Holman oder Taylor Mali zu Wort kommen. 2012 lief der Dokumentarfilm Dichter und Kämpfer von Marion Hütter in deutschen Kinos an: Er begleitet vier Slammer ein Jahr quer durch Deutschland.

## Forschung und Didaktik

### U20
Poetry Slam als lebendige Vermittlungsform für Literatur ist literatur- und sprachdidaktisch erstmalig durch Petra Anders wissenschaftlich erforscht und durch einschlägige Publikationen auch didaktisch methodisch aufbereitet worden. Mit Hilfe von Fortbildungen für Lehrkräfte und Workshops an Schulen existieren in zahlreichen deutschen Städten Poetry-Slams für unter 20-Jährige („U20-Slams“). In Stuttgart wurde der U20-Poetry-Slam 2004 erstmals ins Programm der deutschsprachigen Meisterschaften integriert. Es entstand eine Vielzahl von Forschungs- und Abschlussarbeiten zum Thema, zum Teil unter besonderer Berücksichtigung einer pädagogisch sinnvollen Literaturvermittlung und mit Vorschlägen für den didaktischen Einsatz von Slam-Poetry im Unterricht.
Mit der interaktiven Online-Plattform wortsport.org entwickelte und programmierte der Slampoet Bas Böttcher digitale Tools und Hörbeispiele für U20-Poeten zur eigenen Ideenfindung und Textproduktion.

### Poetry-Slam in den Geisteswissenschaften
Während US-amerikanische Forschung in der Tradition der Cultural Studies Slam-Poetry vor allem aus Ausdruck von Pop- und Jugend-Kultur untersucht, versuchen kultursoziologische Studien, auf empirischer Basis – beispielsweise durch Zuschauerbefragungen oder Interviews mit Slampoeten – Erkenntnisse über die Kommunikation zwischen Publikum und Bühne zu gewinnen. Literaturwissenschaftliche Strukturuntersuchungen blenden dagegen häufig die performativen und kommunikativen Elemente des Slams aus.

### Anthologien
Bücher (nach Datum sortiert)
- Miguel Algarin, Bob Holman (Hrsg.): Aloud – Voices from the Nuyorican Poets Cafe. Überarbeitete Auflage. Henry Holt and Company, 1994, ISBN 0-8050-3257-6 (englisch).
- Kaltland Beat Boris Kerenski, Stefanescu, Sergiu (Hrsg.). Ithaka Verlag, Stuttgart 1999, ISBN 3-933545-07-2.
- Poetry Slam: was die Mikrofone halten. Ko Bylanzky; Rayl Patzak (Hrsg.). Ariel-Verlag, 2000, ISBN 978-3-930148-19-6.
- Planet Slam. Yedermann Verlag, 2002, Bylanzky, Ko; Patzak, Rayl (Hrsg.). ISBN 3-935269-20-X.
- Poetry Slam 2002/2003. Pospiech, Hartmut; Uebel, Tina (Hrsg.). Rotbuch Verlag, Hamburg 2002, ISBN 3-434-53111-4.
- Dichterschlacht. schwarz auf weiß. Dreppec, Alex; Gaussmann, Oliver; Burri, Sonja (Hrsg.). Ariel-Verlag, 2003, ISBN 3-930148-25-0.
- Poetry Slam 2003/2004. Pospiech, Hartmut; Uebel, Tina (Hrsg.). Rotbuch Verlag, Hamburg 2003, ISBN 3-434-54516-6.
- Planet Slam 2. Bylanzky, Ko; Patzak, Rayl (Hrsg.). Yedermann Verlag, 2004, ISBN 3-935269-26-9.
- Poetry Slam 2004/2005. Pospiech, Hartmut; Uebel, Tina (Hrsg.). Rotbuch Verlag, Hamburg 2004, ISBN 3-434-54520-4.
- Slam Poetry. Anders, Petra (Hrsg.) Reclam, 2008, ISBN 978-3-15-015060-3.
- Poetry Slam – das Buch. Sebastian23; Vérollet, Mischa-Sarim (Hrsg.). Carlsen Verlag, 2010, ISBN 978-3-551-68237-6.
- Die Poetry-Slam-Fibel – 20 Jahre Werkstatt der Sprache. Bas Böttcher; Wolf Hogekamp (Hrsg.). SATYR Verlag, Berlin 2014, ISBN 978-3-944035-38-3.
- Die ultimative Poetry Slam Anthologie. Strack, Karsten (Hrsg.). Lektora Verlag, Paderborn 2014, ISBN 978-3-95461-030-3.
- Lautstärke ist weiblich: Texte von 50 Poetry-Slammerinnen, Nielsen, Clara; Nora Gomringer (Hrsg.). Satyr-Verlag, 2017, ISBN 978-3-944035-91-8.
- Textsorbet – Volume 1. Die Dichterwettstreit deluxe Anthologie. Raatz, Elias (Hrsg.). Dichterwettstreit deluxe, Villingen-Schwenningen 2019, ISBN 978-3-9820358-0-2.
- Die ultimative Poetry Slam Anthologie II. Bretz, Denise; Tiesbohnenkamp, Larissa (Hrsg.). Lektora Verlag, Paderborn 2019, ISBN 978-3-95461-137-9.
- Poesie: Neue Dichter und Denker. Lea Kottek, Lotta Emilia, Matti Linke, Timo Küsel, Tristan Qi, William Laing, Wehwalt Koslovsky. Dichter und Denker Verlag, Hamburg 2020, ISBN 978-3-00-066137-2.
- Poetry for Future: 45 Text für übermorgen. Samuel Kramer (Hrsg.). Satyr, 2020, ISBN 978-3-947106-60-8.
- Textsorbet – Volume 2. Die Poesie schlägt zurück. Elias Raatz (Hrsg.). Dichterwettstreit deluxe, Villingen-Schwenningen 2020, ISBN 978-3-9820358-1-9.
- Poetry Slam Freiburg. Das Buch mit 22 Autor*innen. Cäcilia Bosch, Ansgar Hufnagel (Hrsg.). Dichterwettstreit deluxe, Villingen-Schwenningen/Freiburg 2021, ISBN 978-3-9820358-4-0.
- Textsorbet – Volume 3G: gesehen, gelesen, gestaunt. Elias Raatz (Hrsg.). Dichterwettstreit deluxe, Villingen-Schwenningen 2022, ISBN 978-3-9820358-6-4.
- Poetry Slam Freiburg. Das Buch mit 26 Autor*innen. Cäcilia Hufnagel, Ansgar Hufnagel (Hrsg.). Dichterwettstreit deluxe, Villingen-Schwenningen 2022, ISBN 978-3-9820358-8-8.
- An die Rollatoren, fertig, los! 14 Geschichten, Gedichte & Gedanken über Rentner, Omas und das Altwerden. Anna Lisa Azur, Elias Raatz (Hrsg.). Dichterwettstreit deluxe, Villingen-Schwenningen 2023, ISBN 978-3-9880900-2-7.
- Intelligenz ist keine Krankheit. 16 Geschichten, Gedichte und Gedanken über Nerds, Gamer und Streberinnen. Elias Raatz, Xenia Stein (Hrsg.). Dichterwettstreit deluxe, Villingen-Schwenningen 2023, ISBN 978-3-9880900-4-1.
- SONDERZEICHEN. Valo Christiansen & Sam Sackbrook (Hrsg.). Lektora, Paderborn 2024, ISBN 978-3-95461-257-4.
- Poetry Slam Freiburg. Das zweite Buch mit 24 Autor*innen. Ansgar Hufnagel, Cäcilia Hufnagel (Hrsg.). Dichterwettstreit deluxe, Villingen-Schwenningen 2024, ISBN 978-3-9880902-1-8.
- Hanf aufs Herz. 18 Geschichten, Gedichte und Gedanken über Alkohol, Cannabis und weitere Drogen. Michael Jakob, Elias Raatz (Hrsg.). Dichterwettstreit deluxe, Villingen-Schwenningen 2024, ISBN 978-3-9880900-9-6.

DVDs
- Poesie auf Zeit. Konstanz: Sprechstation-Verlag, 2004, ISBN 978-3-939055-05-1.
- Poetry Clips. Berlin, 2005, ISBN 3-938424-02-8.
- Slam 2005. Dresden: Voland und Quist, 2005, ISBN 978-3-938424-08-7.
- Slam Revolution – Die Geschichte des Poetry Slam, RSW/ZDF, 2007
- Dichter und Kämpfer: Das Leben als Poetryslammer in Deutschland, Ascot Elite, 2012

### Sekundärliteratur
Deutschsprachig
- Anders, Petra: Poetry Slam. Unterricht, Workshops, Texte und Medien. Deutschdidaktik aktuell. Schneider Verlag, 2012, ISBN 978-3-8340-0896-1. Inhaltsverzeichnis, pdf
- Anders, Petra: Poetry Slam im Deutschunterricht. Dissertation. Schneider Verlag, 2012, ISBN 978-3-8340-0757-5. Inhaltsverzeichnis, pdf
- Anders, Petra: Poetry Slam. Live-Poeten in Dichterschlachten. Verlag an der Ruhr, 2007, ISBN 978-3-8346-0293-0.
- Anders, Petra; Abraham, Ulf: Poetry Slam & Poetry Clip. Formen inszenierter Poesie der Gegenwart. In Zeitschrift: „Praxis Deutsch“, ISSN 0341-5279, Heft Nr. 208/2008.
- Bekes, Peter; Frederking, Volker (Hrsg.): Die Poetry-Slam-Expedition: Bas Böttcher. Schroedel Verlag, 2009, ISBN 978-3-507-47061-3.
- Ditschke, Stephan: „Ich sei dichter sagen sie“. Selbstinszenierung beim Poetry Slam. In: Grimm, Gunter E./Schärf, Christian (Hrsg.): Schriftsteller-Inszenierungen. Aisthesis, Bielefeld 2008, ISBN 978-3-89528-639-1, S. 169–184.
- Ditschke, Stephan: Literatur live. Publikumswertungen von Literaturveranstaltungen und mündlich präsentierter Literatur: Autorenlesungen und Poetry Slams. eDiss, Göttingen 2022, http://dx.doi.org/10.53846/goediss-9069.
- Micha-El Goehre: Das kleine Poetry Slam-ABC. Ratgeber. BookRix, 2009.[97]
- Jankowski, Martin: Filmlyrische Hybridkultur: Warum Poetry Clips nichts Besonderes sind. In: „Neue Deutsche Literatur“ Nr. 2/2003, Aufbau Verlag, Berlin 2003, ISSN 0323-4207
- Homberger, Robert: Surfen, Poetry Slam und Graffiti: Entstehung, Entwicklung und Kommerzialisierung von Subkulturen in den Vereinigten Staaten von Amerika. Verlag Dr. Müller 2008
- Ohmer, Anja: It’s showtime. Poetry Slam und Darstellendes Spiel. In: Spielend Darstellen. Thepakos. Interdisziplinäre Zeitschrift für Theater und Theaterpädagogik. Heft 15, 2011. ISSN 1862-6556.
- Sulaiman Masomi: Poetry Slam. Eine orale Kultur zwischen Tradition und Moderne. Lektora Verlag, Paderborn 2012, ISBN 978-3-938470-84-8.
- Perrig, Severin. Stimmen, Slams und Schachtel-Bücher: Eine Geschichte des Vorlesens. Aisthesis 2009, ISBN 978-3-89528-733-6.
- Boris Preckwitz: Zieht ein Slam nach Irgendwo. In: Kampfansage. Lyrik Edition 2000/Allitera Verlag 2013, ISBN 3-86906-588-5.
- Preckwitz, Boris: Spoken Word und Poetry Slam: Kleine Schriften zur Interaktionsästhetik. Passagen Verlag, Wien 2005, ISBN 3-85165-712-8.
- Preckwitz, Boris: Slam Poetry: Nachhut der Moderne. Books on Demand, 2002, ISBN 3-8311-3898-2.
- Serrer, Michael; Strack, Karsten: Poetry Slam. Das Handbuch. Lektora Verlag, Paderborn 2017, ISBN 978-3-95461-094-5.
- Enno Stahl: Trash, Social Beat und Slam Poetry. Eine Begriffsverwirrung. In: Arnold, Heinz-Ludwig, Schäfer, Jörgen (Hrsg.): Pop-Literatur. Sonderband, edition text + kritik, München 2003, ISBN 3-88377-735-8, S. 258–278.
- Treml, Sandra. Wortschatz: Perlen des Poetry Slam. 2007, ISBN 978-3-00-022676-2.
- Westermayr, Stefanie: Poetry Slam. Tectum-Verlag, Marburg 2005 (2., erw. Aufl. 2010), ISBN 3-8288-8764-3.
- Willrich, Alexander: Poetry Slam für Deutschland. Die Sprache, die Slam-Kultur, die mediale Präsentation, die Chancen für den Unterricht. Lektora Verlag, Paderborn 2010, ISBN 978-3-938470-47-3.
- Lino Wirag: Zeitgenössische Formen informeller Literaturvermittlung. In: Vanessa-Isabelle Reinwand u. a. (Hrsg.): Handbuch Kulturelle Bildung. kopaed, München 2012, ISBN 978-3-86736-330-3, S. 485–488. Auch online verfügbar.
- Wirag, Lino: Die Geburt des Poetry Slams aus dem Geist des Theaters. In: KulturPoetik: Band 14, Ausgabe 2, S. 269–281.

Englischsprachig
- Glazner, Gary (Hrsg.): Poetry Slam: The Competitive Art of Performance Poetry. Manic D Press, San Francisco 2000, ISBN 0-916397-66-1.
- Smith, Marc Kelly; Kraynak, Joe: Complete Idiot’s Guide to Slam Poetry. Alpha Books, Indianapolis 2004, ISBN 1-59257-246-4.
- Smith, Marc Kelly; Eleveld, Mark: The spoken word revolution: slam, hip-hop, & the poetry of a new generation. Sourcebooks MediaFusion, 2003, ISBN 978-1-4022-0037-3.
- Smith, Marc Kelly; Kraynak, Joe: Take the Mic: The Art of Performance Poetry, Slam, and the Spoken Word. Sourcebooks Inc. 2009, ISBN 978-1-4022-1899-6.
- Smith, Marc Kelly; Kraynak, Joe: Stage a Poetry Slam: Creating Performance Poetry Events. Sourcebooks Inc. 2009, ISBN 978-1-4022-1898-9.
- Somers-Willett, Susan: The Cultural Politics of Slam Poetry: Race, Identity, and the Performance of Popular Verse in America. Univ. of Michigan Press 2009, ISBN 978-0-472-05059-8.